# 海上自衛隊
海上自衛隊（かいじょうじえいたい、英: Japan Maritime Self-Defense Force）は、日本の実力組織である自衛隊のうちの海上部門。行政機関としては防衛省の特別の機関のひとつである。略称は海自（かいじ）、JMSDF。他国における海軍に相当する組織であり、国際法上は軍隊として取り扱われる。

## 概要
海上幕僚監部並びに統合幕僚長および海上幕僚長の監督を受ける部隊および機関からなる。海上幕僚長は最上級者として海上幕僚監部を統括する。各部隊および各機関は防衛省の特別の機関である。
日本の平和と独立を守り、国の安全を保つため、直接侵略及び間接侵略に対し日本を防衛することを主たる任務とする。必要に応じ、公共の秩序の維持に当る。
日本の領海や排他的経済水域（接続水域を含む）などにおいて平素から警戒監視、情報収集、各種訓練を行い、有事において海上交通の安全確保（シーレーン防衛）や周辺海域の防衛に対応する。また、ソマリア沖で、日本商船（外国船も可能）の護衛任務も行っている。
平時における警察活動は後述するように他国の沿岸警備隊に相当する海上保安庁が担当している。

## 名称
日本語名称は海上自衛隊。略称は海自（かいじ）。
英語名称はJapan Maritime Self-Defense Force。略称はJMSDF。
諸外国からは、Japanese Navy（日本海軍の意）に相当する語で表現されることがある。

## 規模と能力
2025年（令和7年）7月末現在、主たる戦力として護衛艦53隻（合計基準排水量約27万9000トン）、通常動力型潜水艦23隻（合計基準排水量約6万3000トン）、機雷戦艦艇21隻（合計基準排水量約2万1000トン）、哨戒艦艇6隻（合計基準排水量約1,000トン）、輸送艦艇10隻（合計基準排水量約2万8000トン）、補助艦艇29隻（合計基準排水量約13万トン）、航空機は、固定翼哨戒機69機（P-1 34機、P-3C 35機）、電子戦データ収集機（EP-3 5機）、画像データ収集機（OP-3C 5機）、哨戒ヘリコプター83機（SH-60J 10機、SH-60K 73機）、掃海・輸送ヘリコプター（MCH-101 10機）等を保有する。人員は、定員45,293人（現員43,106人 充足率95.2％）である。
令和5年度（2023度）の予算額は約1兆6467億円 基地の数は約31である。
海上自衛隊の部隊をフォースユーザー（事態対処責任者）として運用する中核となるのは自衛艦隊であり、艦艇約100隻、航空機約230機が、フォースプロバイダー（部隊提供者・練度管理責任者）として練度管理などを担当する隷下部隊の「護衛艦隊」「航空集団」「潜水艦隊」「掃海隊群」「艦隊情報群」「海洋業務・対潜支援群」「開発隊群」に所属している。
護衛艦隊は、護衛艦8隻により編成される護衛隊群4個を中心とし、それに加え沿海防衛用として配備されている5個護衛隊及びそれらを支援する部隊により編成されている。これらの艦艇は大湊基地（青森県）、横須賀基地（神奈川県）、舞鶴基地（京都府）、呉基地（広島県）、佐世保基地（長崎県）の5基地に配備されている。
潜水艦隊は、2個潜水隊群からなり、呉基地と横須賀基地の2基地に配備されている。潜水艦の行動は秘密性が高く、作戦行動中は戦争抑止力としても活動している。また、海上自衛隊の対潜戦の訓練目標としても行動している。
掃海隊群は、機雷掃海を任務とする。太平洋戦争（大東亜戦争）において日本周辺に日米両軍が敷設した機雷や、不発弾（爆弾・砲弾）を戦後に多数処理して、航路啓開と船舶・人命の被害防止に努め、経験・技術の蓄積を得ている。掃海部隊が海上保安庁所属だった朝鮮戦争時には日本特別掃海隊として派遣され、湾岸戦争後のペルシャ湾掃海とともに、アメリカ合衆国関係者からその力量を称えられた。また、掃海艇部隊は掃海隊群以外にも各地方隊隷下に配備され、海中や海岸で発見される太平洋戦争や朝鮮戦争時に漂着・沈底した機雷や不発弾の処理を行っている。なお、掃海隊群は2016年（平成28年）7月から水陸両用作戦支援の任務も付与されている。
航空集団は、航空自衛隊とは個別に運用されている。主に哨戒機により広大な日本周辺海域を哨戒しており、諸外国の潜水艦、艦艇の領海侵犯、排他的経済水域における日本国の主権の侵害行為に対して、護衛艦などと共に常時警戒体制を敷いている。固定翼哨戒機部隊として4個航空群が編成されており、厚木航空基地（神奈川県）、八戸航空基地（青森県）、鹿屋航空基地（鹿児島県）、那覇航空基地（沖縄県）に配備されている。また、回転翼哨戒機（ヘリコプター）部隊は2個航空群が館山航空基地（千葉県）、大村航空基地（長崎県）に配備されており、護衛艦艦載ヘリコプター部隊として活動している。捜索救難に従事する部隊としては飛行艇を岩国航空基地に、救難ヘリコプター部隊を各地に配備している。そのほか、航空掃海ヘリコプターや輸送機の部隊も属している。 
冷戦終結以前は、太平洋戦争の教訓により、敵対勢力からの通商破壊活動に対して脆弱な海洋国家日本の弱点を補完するため、対潜戦と対機雷戦の戦術能力の向上を目指していた。対潜戦の能力はアメリカに次ぐ世界第2位の規模と能力を持っており、また、活動面積に対する対機雷戦能力は世界最高水準にあるとされる。
海上自衛隊はその特徴の一つに航空海軍としての一面がある。艦載ヘリコプターと固定翼哨戒機からなる航空集団は航空部隊の中核となっており、自衛艦隊内におけるその人員比は航空集団が護衛艦隊に対し、常に過半数となる規模である。海上自衛隊は多数のヘリコプター搭載護衛艦（DDH）を保有し、ひゅうが型護衛艦、いずも型護衛艦は外国のヘリ空母と同様な外見の全通甲板を持つ。このように航空部隊が水上艦隊に対して優越した構成は、多数の空母と強襲揚陸艦を有するアメリカ海軍と海上自衛隊だけに見られる特色である。
1998年（平成10年）の北朝鮮によるテポドン1号打ち上げを受け始まった日米共同研究を経て、弾道ミサイル防衛（BMD）システムを導入した。日本の採用した多層防衛システムのうち、海上自衛隊はイージスシステムを装備するイージス艦にBMD対応能力を付加し、RIM-161スタンダード・ミサイル3（SM-3）を利用するイージス弾道ミサイル防衛システムを導入している。

### 勢力推移
海上自衛隊装備推移を下表に示す。艦種並びに種別記号は『ミリタリーバランス』各号に依るため、自衛隊公称類別と異なることに留意。
| 艦種       | 艦種       | 艦種         | 1961 | 1970 | 1980 | 1990 | 2000 | 2005 | 2010 | 2015 | 2020 | 2021 | 2022 | 2023 | 2024 |
| ---------- | ---------- | ------------ | ---- | ---- | ---- | ---- | ---- | ---- | ---- | ---- | ---- | ---- | ---- | ---- | ---- |
| 潜水艦     | 潜水艦     | SSK          | 5    | 16   | 14   | 15   | 16   | 18   | 16   | 18   | 21   | 22   | 22   | 24   | 24   |
| 水上戦闘艦 | 航空母艦   | CVH          | -    | -    | -    | -    | -    | -    | -    | 2    | 4    | 4    | 4    | 4    | 4    |
| 水上戦闘艦 | 巡洋艦     | CGHM         | -    | -    | -    | -    | -    | -    | -    | 2    | 2    | 3    | 4    | 4    | 4    |
| 水上戦闘艦 | 駆逐艦     | DDGHM/DDG    | -    | 1    | 33   | 6    | 30   | 40   | 40   | 26   | 28   | 32   | 29   | 28   | 28   |
| 水上戦闘艦 | 駆逐艦     | DDGM         | -    | -    | -    | -    | -    | -    | -    | 6    | 6    | 6    | 6    | 6    | 6    |
| 水上戦闘艦 | 駆逐艦     | DDHM/DD      | 42   | 26   | -    | -    | 12   | 5    | 2    | 2    | -    | -    | -    | -    | -    |
| 水上戦闘艦 | フリゲート | FFGHM        | -    | -    | -    | -    | -    | -    | -    | 3    | 5    | -    | -    | 2    | 4    |
| 水上戦闘艦 | フリゲート | FFGM/FFG     | -    | -    | -    | -    | 9    | 9    | 8    | 6    | 6    | 6    | 6    | 6    | 6    |
| 水上戦闘艦 | フリゲート | FFH/FF       | -    | 11   | 15   | 58   | 4    | -    | -    | -    | -    | -    | -    | -    | -    |
| 哨戒艦艇   | 哨戒艦艇   | PBFG/PFM/PHM | -    | -    | -    | -    | 3    | 9    | 7    | 6    | 6    | 6    | 6    | 6    | 6    |
| 哨戒艦艇   | 哨戒艦艇   | PCI/PFT      | 200  | 8    | 26   | 14   | -    | -    | -    | -    | -    | -    | -    | -    | -    |
| 機雷戦艦艇 | 機雷戦艦艇 | MCM/MCCS     | -    | 2    | 9    | 3    | 4    | 4    | 4    | 4    | 4    | 4    | 2    | 2    | 2    |
| 機雷戦艦艇 | 機雷戦艦艇 | MSC          | -    | 39   | 33   | 23   | 24   | 24   | 25   | -    | 19   | 18   | 17   | 17   | 16   |
| 機雷戦艦艇 | 機雷戦艦艇 | MSO          | -    | -    | -    | -    | 3    | 3    | 3    | 25   | 2    | 2    | 3    | 3    | 3    |
| 機雷戦艦艇 | 機雷戦艦艇 | MSD          | -    | -    | -    | -    | -    | -    | -    | 6    | -    | -    | -    | -    | -    |
| 機雷戦艦艇 | 機雷戦艦艇 | MSI          | -    | -    | -    | 6    | -    | -    | -    | -    | -    | -    | -    | -    | -    |
| 機雷戦艦艇 | 機雷戦艦艇 | MSC          | -    | -    | -    | 6    | -    | -    | -    | -    | -    | -    | -    | -    | -    |
| 両用戦艦艇 | 揚陸艦     | LHD          | -    | -    | -    | -    | 1    | 3    | 3    | 3    | 3    | 3    | 3    | 3    | 3    |
| 両用戦艦艇 | 輸送艦     | LCU/LST      | -    | 3    | 6    | 6    | 6    | 4    | 2    | 2    | -    | -    | -    | -    | -    |
| 両用戦艦艇 | 輸送艦     | LCM/LCT      | -    | 7    | -    | 18   | 11   | 13   | 12   | 12   | 2    | 2    | 2    | 2    | 1    |
| 両用戦艦艇 | 輸送艦     | LCVP         | -    | 42   | -    | 22   | -    | -    | -    | -    | -    | -    | -    | -    | -    |
| 両用戦艦艇 | 輸送艦     | LCAC         | -    | -    | -    | -    | 2    | 6    | 6    | 6    | 6    | 6    | 6    | 6    | 6    |
| 支援艦艇   | 支援艦艇   | AGH          | -    | -    | -    | -    | -    | -    | -    | 1    | -    | -    | -    | -    | -    |
| 支援艦艇   | 支援艦艇   | AG           | -    | -    | -    | -    | -    | 10   | 2    | -    | -    | -    | -    | -    | -    |
| 支援艦艇   | 支援艦艇   | AGBH/AGB     | -    | -    | -    | -    | -    | 1    | 1    | 1    | 1    | 1    | 1    | 1    | 1    |
| 支援艦艇   | 支援艦艇   | AGEH         | -    | -    | -    | -    | -    | -    | -    | -    | 1    | 1    | 1    | 1    | 1    |
| 支援艦艇   | 支援艦艇   | AGOS         | -    | -    | -    | -    | 8    | -    | 2    | 2    | 2    | 2    | 3    | 3    | 3    |
| 支援艦艇   | 支援艦艇   | AGS          | -    | -    | -    | -    | -    | 4    | 4    | 4    | 3    | 3    | 3    | 3    | 3    |
| 支援艦艇   | 支援艦艇   | AOE          | -    | -    | -    | 4    | 3    | 5    | 5    | 5    | 5    | 5    | 5    | 5    | 5    |
| 支援艦艇   | 支援艦艇   | ARC          | -    | -    | -    | -    | -    | 1    | 1    | 1    | 1    | 1    | 1    | 1    | 1    |
| 支援艦艇   | 支援艦艇   | AS/ASR       | -    | -    | -    | 1    | 2    | 2    | 2    | 2    | 2    | 2    | 2    | 2    | 2    |
| 支援艦艇   | 支援艦艇   | ATF          | -    | -    | -    | -    | -    | -    | 22   | 28   | -    | -    | 5    | 5    | 5    |
| 支援艦艇   | 支援艦艇   | AX           | -    | -    | -    | -    | -    | -    | -    | 8    | 3    | 3    | 3    | 3    | 3    |
| 支援艦艇   | 支援艦艇   | SPT          | -    | -    | -    | -    | 2    | 2    | 5    | -    | -    | -    | -    | -    | -    |
| 支援艦艇   | 支援艦艇   | TRG          | -    | -    | 2    | 3    | 2    | 4    | 6    | -    | -    | -    | -    | -    | -    |

### 任務
海上自衛隊では、哨戒機、護衛艦、潜水艦を駆使して、年間24時間体制で、日本周辺海域の哨戒（パトロール）任務を実施している。哨戒任務で確認した目標は、統合幕僚監部が毎日公表 している。哨戒範囲は排他的経済水域と防空識別圏を勘案して、海上自衛隊で独自に定めており、大湊基地、横須賀基地、佐世保基地、呉基地、舞鶴基地で区域を分担している。哨戒任務での捜索、監視の対象目標となるものは、他国の潜水艦や艦艇、海上プラント（石油プラットフォームなど）等である。不審な艦艇等の目標を探知したならば、哨戒機をスクランブル発進させ、また、艦艇を緊急出港し、継続的な監視体制に移行する。哨戒任務中も数々の訓練想定が隊員に付与されており、哨戒任務中の隊員は訓練と並行して、実目標の探知識別を行っている。哨戒任務で探知した情報は『世界の艦船』『朝雲新聞』『海上自衛新聞』などで公表されており、ロシア、中国の情報収集艦および海洋調査船に対する監視任務は、ほぼ年間を通じて常続的に実施されている。日本周辺のチョークポイント（間宮海峡、宗谷海峡、津軽海峡、対馬海峡、南西諸島の宮古海峡、バシー海峡など）を通峡する諸外国の艦艇に対しては、特に厳重な監視体制を敷いている。通過した艦艇の種類や艦隊の規模によっては、報道機関や国民に対して公表することもある。
海上自衛隊は自衛隊単独あるいは同盟国・友好国の海軍と共同で、軍事演習を行う。時には、日本から遥かに離れた遠洋で行うこともある。
日本周辺海域で行われる近隣諸国の軍事演習に対しては、海上自衛隊に継続的な監視任務が指令される。この場合、航空会社に対しては、国土交通省から「NOTAM」が出され、民間船舶に対しては、海上保安庁から「航行警報」が出される。監視任務中の海自艦艇と航空機は、不測の事態に備えて高レベルの戦闘配備が下令されているといわれる。
2次的な対象目標として、不審船や遭難船舶の捜索を海上保安庁と協力して行う。軍事的目標ではない不審船舶であれば、第一義的には海上保安庁の担当となるが、海上保安庁の対処能力を超える場合は海上警備行動が発令され、海上自衛隊が対処することとなる。
震度5弱以上の地震や大規模災害が発生したならば、哨戒機等が緊急発進する。津波に対する長大な海岸線の警戒監視任務では、日本国内でもっとも有効なユニットである。
救難飛行隊はUS-2、UH-60Jを使用して、捜索救難（航空救難）や患者輸送、海難事故救難のための災害派遣に従事している。
2009年（平成21年）4月以降、ソマリア沖の海賊対策において、航行する日本の商船の護衛任務を行っている。
派遣当初は海上警備行動（自衛隊法）として警察官職務執行法を準用していたが、同年7月24日以降海賊行為の処罰及び海賊行為への対処に関する法律に切り替えて活動を継続している。2010年代後半になると、海賊行為自体は減少の一途を辿り年数回程度となったため、漂流漁船の救援、一般漁民への啓蒙活動等も行うようになってきている。
中東地域における日本関係船舶の安全確保に必要な情報収集活動を行うため、新たに編成する派遣情報収集活動水上部隊の護衛艦1隻及び海賊対処行動に従事する派遣海賊対処行動航空隊のP-3C2機により情報収集活動を実施することが決定し、活動海域は、オマーン湾、アラビア海北部及びバブ・エル・マンデブ海峡東側のアデン湾の三海域の公海（沿岸国の排他的経済水域を含む。）とされた。

## 国内外の組織との関係

### 海上保安庁との関係

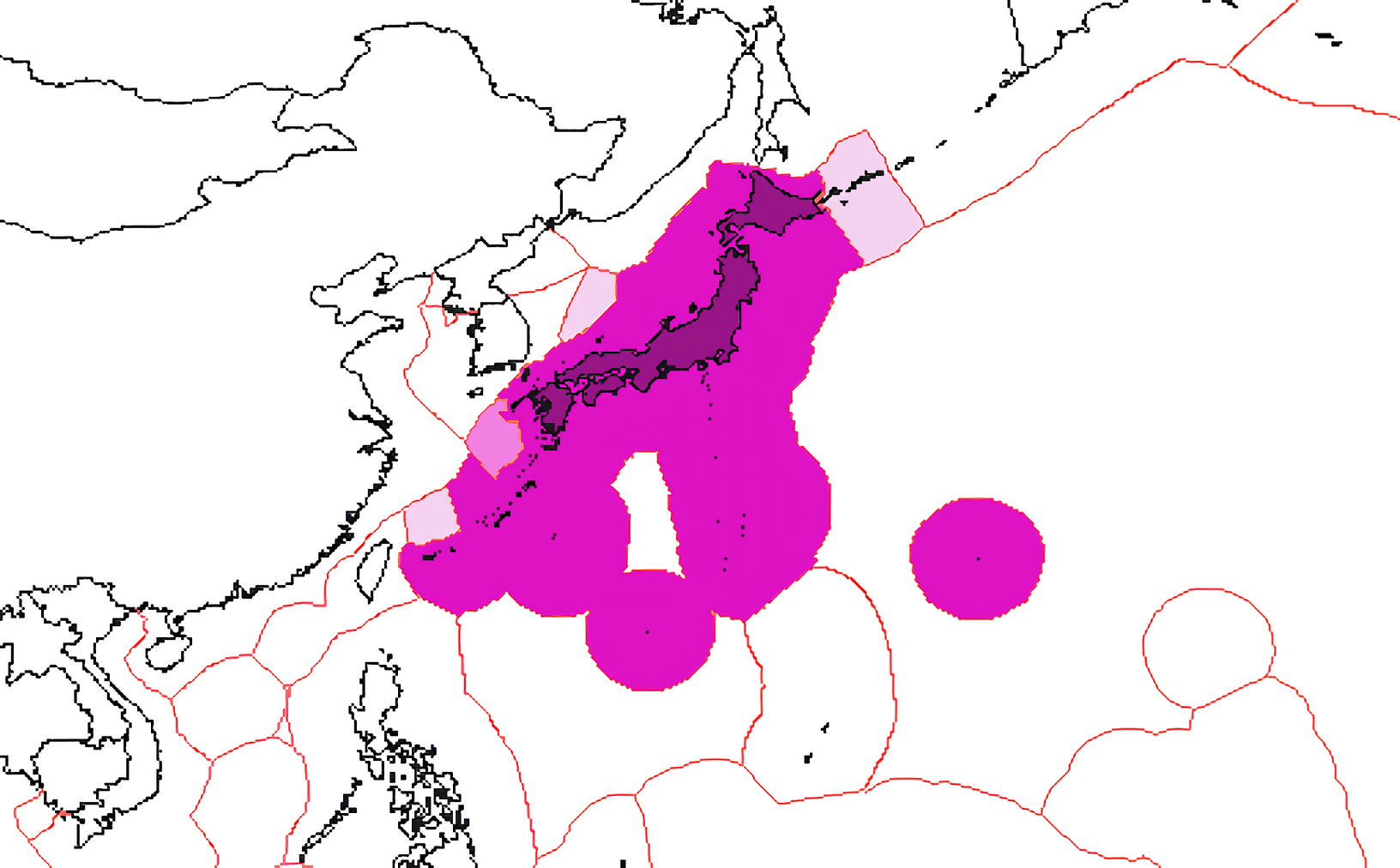
日本の排他的経済水域
日本単独のEEZ
韓国との共同開発区域
周辺国との係争区域

海上保安庁は海上の安全および、治安の確保を図ることを任務とする国土交通省（旧運輸省）の機関（外局）であり、主に海難救助、交通安全、防災及び環境保全、治安維持が任務の内訳となるが、それ以外にも海洋権益（領海警備や海洋調査）も任務としている。一方、国外の艦艇に対応する任務は行政上別系統である防衛省の特別の機関である海上自衛隊が担当しており、船舶に対する任務を海上保安庁が担う。海上自衛隊は防衛大臣による海上警備行動の発令によって初めて洋上の警備行動が取れる。
海上保安庁は第二次世界大戦敗戦後、高等商船学校出身の旧海軍予備士官が中心となり、1948年（昭和23年）5月設立された。これに対し、海上自衛隊の前身・海上警備隊は海軍兵学校を卒業した旧海軍の正規士官（海軍将校）が中心となり海上保安庁内に1952年（昭和27年）4月に設置された。
高等商船学校生は卒業時に海軍予備少尉又は海軍予備機関少尉に任官され、戦時に召集されると海防艦の艦長、特設艦艇の艦長・艇長、あるいはそれらの艦艇の機関長等として船団護衛、沿岸警備の第一線で活躍したほか、乗り組んでいた商船が船ごと軍に徴用されて危険海域の物資・兵員輸送業務に従事するなど、予備士官といえども海軍兵学校出身の正規士官に負けない働きをした。
しかし、優秀なエキスパートであっても予備士官は将校とはされず、有事の際には指揮権継承の優先権を軍令承行令に基いて、将校たる正規士官より下位とされた。
太平洋戦争（大東亜戦争）では高等商船学校出身者の戦死率が海軍兵学校出身者よりも高く、これが後に至るまで海上保安庁（高等商船学校出身者）と海上自衛隊（海軍兵学校出身者）の関係に禍根を残した。組織的な背景を詳らかにすれば、商船学校は純粋に高等船員を養成するのに対し、海軍兵学校はロジスティクスも含めた海軍の官僚組織員の養成学校という本質的な違いがある。
1999年（平成11年）に能登半島沖不審船事件が発生し、事態が海上保安庁の能力を超えているとして海上自衛隊に初の海上警備行動が発動された。この時の反省を受け事件後に、海上保安庁と海上自衛隊との間で不審船対策についての「共同対処マニュアル」が策定され、長らく続いてきた両者間の疎遠な関係を改善する切っ掛けとなり、情報連絡体制の強化や両機関合同の訓練が行われるようになった。同時に海上警備行動発令下のROE（行動基準）、とりわけ武器の使用に関する隊員教育が行われるようになっている。海上警備行動は、「海上自衛官の制服を着た海上保安官」としての行動であり、警察官職務執行法に準じた行動が求められるためである。
ただし、自衛隊法第80条には、「内閣総理大臣は、第七十六条第一項又は第七十八条第一項の規定による自衛隊の全部又は一部に対する出動命令があつた場合において、特別の必要があると認めるときは、海上保安庁の全部又は一部をその統制下に入れることができる。」（第1項）、「内閣総理大臣は、前項の規定により海上保安庁の全部又は一部をその統制下に入れた場合には、政令で定めるところにより、長官にこれを指揮させるものとする。」（第2項）との規定があり、有事の際には海上保安庁の指揮権を一時的に防衛大臣に委ねることができる旨を定めている。
しかし、自衛隊法制定の1954年（昭和29年）以降、海上自衛隊が海上保安庁を統制する具体的な手続きについては未策定であった。
2022年（令和4年）12月に改定された「国家安全保障戦略」には、「有事の際の防衛大臣による海上保安庁に対する統制を含め、自衛隊と海上保安庁との連携・協力を不断に強化する。」方針が明記され、政府はその手順などを定めた統制要領を策定し、2023年（令和5年）4月28日に概要を公表した。
なお、海上保安庁法第25条は「この法律のいかなる規定も海上保安庁又はその職員が軍隊として組織され、訓練され、又は軍隊の機能を営むことを認めるものとこれを解釈してはならない。」と海上保安庁を非軍事組織として強く定義している。この点が、準軍事組織であるコーストガード（アメリカ沿岸警備隊など）との大きな違いである。前述の統制要領においても「統制下においても海上保安庁の任務、所掌事務、権限及び非軍事性に変更はなく、海上保安庁の統制は、「海上保安庁の自衛隊への編入」や「海上保安庁の準軍事化」ではない。」としている。
同年6月22日には伊豆大島東方海域において、海上自衛隊護衛艦「やまぎり」、SH-60K哨戒ヘリコプターと海上保安庁巡視船「さがみ」が共同訓練を実施し、武力攻撃事態において海上保安庁を防衛大臣の統制下に入れ、住民の避難並びに船舶への情報提供及び避難支援を想定した実動訓練を初めて実施し、海自と海保との間における情報伝達の要領などについて演練・検証した。
そのほか、海上保安庁では固定翼の練習機を配備していないため、操縦士の初等教育は海上自衛隊に委託されている。

### 日米同盟
1960年（昭和35年）、国内での多くの反対を受けつつも成立した日米安保（新安保）体制は、成立後冷戦下におけるソ連の脅威に対して抑止力として機能し、同国の崩壊により結果として冷戦は日米を含む資本主義（自由民主主義）陣営の勝利に終わった。この間、日米両国は、1978年（昭和53年）、日本有事を想定したガイドラインを制定。冷戦後においても、湾岸戦争に引き続く、ペルシャ湾への掃海部隊の派遣、新ガイドライン、周辺事態法、平和安全法制等、日米同盟関係は段階的に発展を続けている。
海上自衛隊も、日本国憲法第9条との整合性という問題を抱えつつも、対潜水艦作戦、常続的監視、弾道ミサイル防衛能力等を生かし、また、統合運用による進展も経て、北朝鮮のミサイル対処など、日本の周辺地域で想定される有事に、限定的ながらも日米相互に補完する態勢を構築してきた。1996年（平成8年）の共同声明では同盟の意義を「アジア太平洋地域の平和と繁栄」と再定義をして現在に至っている。
また、2001年（平成13年）9月11日の米国同時多発テロ以降、日本はこれまでの国際環境の変化に応じて、自衛隊インド洋派遣、ソマリア沖海賊の対策部隊派遣等、国際貢献に対して積極的な取り組みを実施している。日米同盟はこれらの国際的活動においても、日本の外交的側面、または自衛隊活動の運用、情報、ロジスティック面等について活動を支えている。今日の日米同盟は、このように「日本の防衛」「地域の安定」「国際社会における外交・安全保障施策の基盤」という、主に3つの側面においてその機能を有する。

#### アメリカ海軍との共同訓練
太平洋戦争において、大日本帝国海軍はアメリカ海軍との激戦でほぼ壊滅し、組織としても解体された。戦後は機雷処理と東西冷戦の激化により、日本はアメリカを主体とする連合国軍最高司令官総司令部（GHQ）の理解を得て、アメリカ海軍から艦艇を貸与・供与されて（タコマ級フリゲート→くす型護衛艦など）、海自の前身である海上警備隊、警備隊 (保安庁)を設置した。以降、海上自衛隊とアメリカ海軍とは良好な関係にあり、陸自・空自と比較して、自衛隊の3軍種の中でも極めて日米の相互運用性が高い。日米共同の対潜特別訓練は1958年（昭和33年）に始まった。また、米国派遣訓練は1963年（昭和38年）に潜水艦派遣が行われたのが最初である。さらに、1980年（昭和55年）以降は環太平洋合同演習にも参加している。

### 国際協力

#### 海外派遣
湾岸戦争後の自衛隊ペルシャ湾派遣に始まり、自然災害やPKO派遣等による海外派遣の輸送の要として活動している。米軍のアフガニスタン攻撃の際は、海上での米軍支援のためインド洋に自衛隊の大型補給艦を派遣した（自衛隊インド洋派遣参照）
また、2009年（平成21年）より、ソマリア沖アデン湾にてジブチ共和国を活動拠点としたソマリア沖の海賊対処活動 （ソマリア沖海賊の対策部隊派遣参照）を実施している。

#### 防衛交流
海上自衛隊は、各国海軍との防衛交流を積極的に推進している。
1980年（昭和55年）以降は、米海軍主催でハワイ付近で実施されている多国軍事演習である環太平洋合同演習（RIMPAC）に参加している。
海上自衛隊が日本海域で実施する観艦式に合わせて外国艦艇が来航するほか、外国の観艦式に艦艇を派遣する。ロシア海軍300周年記念観艦式に参加するため、1996年（平成8年）7月には71年振りに海上自衛隊の艦船がウラジオストク港へ派遣された。また、これに対して、ロシア側も1997年（平成9年）6月に103年ぶりにロシア軍艦（「アドミラル・ビノグラードフ」）が東京港に来航した。
2006年（平成18年）10月3日から5日まで、第6回アジア太平洋潜水艦会議（APSC2006）を初めて海上自衛隊が主催した。この会議には、日、豪、加、中、コロンビア、仏、印、インドネシア、マレーシア、パキスタン、韓、露、シンガポール、タイ、英、米の16ヶ国海軍が参加した。同会議は2001年（平成13年）から毎年開催されている。
こうした交流は政治問題の影響を受けることもある。韓国は2018年10月11日に済州国際観艦式に招待した海上自衛隊に、自衛艦旗（旭日旗）を降ろすよう要求。防衛省はこれを拒否して、10月5日に参加中止を発表した。
- 諸外国海軍との共同訓練の開始時期などは自衛隊#各国軍隊との関係を参照。
- 遠洋練習航海による交流は練習艦隊を参照。

## 主要な部隊・機関
- 防衛大臣（防衛省）
- 統合幕僚長（統合幕僚監部）：統合作戦司令部・自衛隊サイバー防衛隊・自衛隊情報保全隊
- 海上幕僚長（海上幕僚監部）

### 部隊
- 自衛艦隊（横須賀）
  - 護衛艦隊（横須賀）
  - 航空集団（厚木航空基地）
  - 潜水艦隊（横須賀）
  - 掃海隊群（横須賀）
  - 艦隊情報群（横須賀）
  - 海洋業務・対潜支援群（横須賀）
  - 開発隊群（横須賀）
  - 特別警備隊（江田島）
- 横須賀地方隊（横須賀）
  - 大湊地区隊（むつ市）
  - 函館基地隊（函館）
    - 余市防備隊（余市）
    - 稚内基地分遣隊（稚内）

  - 父島基地分遣隊（小笠原諸島父島）
- 呉地方隊（呉）
  - 阪神基地隊（神戸）
    - 由良基地分遣隊（由良）

  - 佐伯基地分遣隊（佐伯）
- 佐世保地方隊（佐世保）
  - 下関基地隊（下関）
  - 沖縄基地隊（うるま）
  - 対馬防備隊（対馬）
  - 奄美基地分遣隊（瀬戸内）
- 舞鶴地方隊（舞鶴）
  - 新潟基地分遣隊（新潟）
- 教育航空集団（下総航空基地）
- 練習艦隊（呉）
- システム通信隊群（市ヶ谷）
- 海上自衛隊警務隊（市ヶ谷）
- 海上自衛隊潜水医学実験隊（横須賀）
- 海上自衛隊中央業務会計隊（市ヶ谷）
- 東京音楽隊（東立川）

### 機関
- 海上自衛隊幹部学校（目黒）
- 海上自衛隊幹部候補生学校（江田島）
- 海上自衛隊第1術科学校（江田島）（攻撃、船務要員養成）
- 海上自衛隊第2術科学校（横須賀）（機関科要員養成）
- 海上自衛隊第3術科学校（下総航空基地）（航空要員養成）
- 海上自衛隊第4術科学校（舞鶴）（経理補給要員、事務官養成）
- 海上自衛隊補給本部（十条）
  - 海上自衛隊艦船補給処（横須賀）
  - 海上自衛隊航空補給処（木更津）
    - 下総支処（下総航空基地）

### 自衛隊病院
海上幕僚長を通じて指揮監督を受ける自衛隊病院
- 自衛隊横須賀病院（横須賀）
- 自衛隊呉病院（呉）

## 人員及び教育
海上自衛隊は、陸空自衛隊と同じ階級制を用いており、陸空とは階級名に「海」が入ることだけが異なる。最下級は2等海士であり、最高位の海将まで16階級となっている。また、階級章は陸空がほぼ同等の形状であるのに対し、特に幹部においては袖章が基本となっている等、全く別の系統となっている。
人員は、海上警備隊の定員が約6,000名であった のに対し、逐次増員され、2019年時点で定員45,360名、充足率93.8％となっている。
幹部教育については、術科学校及び幹部学校を中心に行われている。また航空学生制度により操縦士と戦術航空士の独自養成を行っている。
陸上自衛隊が新設を予定する海上輸送部隊の訓練に協力している。

### 留学生受入
平成23年度時点、幹部学校等にタイ王国、シンガポール、オーストラリア、韓国各1名、インド2名の全6名を受け入れている。

## 隊員の主な職域（職種）

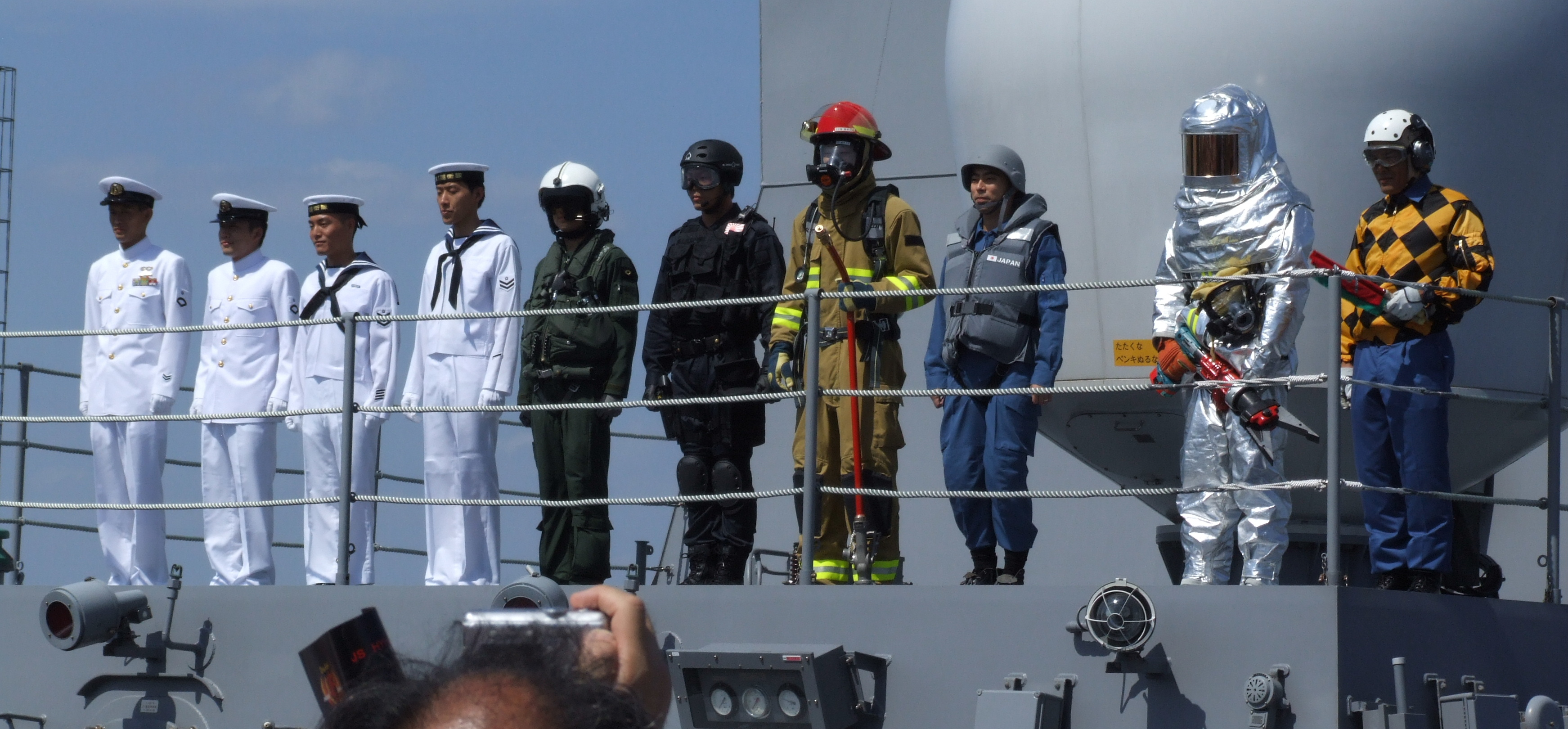
海上自衛隊の各服装。左から、海曹（2人）、海士（2人）の通常礼装夏服、航空服装、立入検査服装、消防服装、艦艇戦闘服装、消防服装（火炎防護衣）、航空整備服装（航空誘導服）

職域とは、各職種区分（ジャンル）ごとの区切り、職種とは、職域内で細分された各人の専門職務種別を指す。
職種は教育隊入隊直後に数種類の心理・知能・性格・身体等の適性検査を実施し、本人の希望も考慮し決定されるが、適性検査の結果により就ける職種の絶対的選択肢が決まるため、適性外の職種については希望しても指定されない。なお、適性ありには「適」と「準適」があり、その詳細条件は不明なるも、特に心理的要素において大きく影響し「準適」職種を選ぶと離職率が高いようである。逆に「適」職種選択者は能力を発揮しやすいという。適性検査には潜水艦乗員や航空士等として勤務可能か見極めるものもあり、この適性がないと判定された場合、基本的な適性において配置可能職種であっても潜水艦乗員や航空士になることはできない。これらを勘案し、人事幹部により各人の職種が決定される。このプロセスを経て、教育隊での要員別教育前に職種が決定されることとなる。
さらに海上自衛隊では、特技（特定技能）の制度があり、これは職種ごとに付与される、一般社会でいうところの資格のようなものである。通称「マーク」。
教育隊修業後、各職種において数年間部隊勤務した後、術科学校に入校し、各職種別の基本的な専門内容を学ぶ課程を修業すると、各職種特技が付与される。職種と特技はよく混同されるが、職種は先述の通り「各人の専門職務種別」、特技はその職種ごとに付与される「資格」という違いがある。この混同が起きるのは、基本となる職種特技は通常であれば入隊後数年で付与され、かつ職種名称がそのまま特技名になっているため、実質的に職種と同列のものであるのが原因。
各職種ごと段階的に担当職務・機器・機体等に応じた多数の特技が存在し、これらの術科教育は術科学校等で行われ、その各課程を修業することで特技が付与される。これらを列挙すると膨大な量となるため、本節では各種特技のスタート地点かつ職種と対称になる「職種特技」についてのみ述べる。(本節全般出典)

### 主特技
各職種に付与される特技で、基本的に在職中は変わることはない（幹部に昇任した場合や能力の低下、心身の故障等により取り消される場合がある）。特に海曹士はこの主特技を軸に自衛官として勤務していくこととなる。なお、一部主特技は海曹に昇任しなければ取得できないものもあるため、海士のうちは別の主特技で勤務する場合がある。

#### 攻撃要員
艦艇の武器・甲板作業に関する職務を担当する。攻撃要員共通の職務として、甲板作業の中核作業員となるほか、搭載艇の操縦、運航業務を行う。航海中は、艦橋やCIC、担当武器の管制室においても勤務する。
旧軍における兵科（水兵科）の一部（艦内編制としては砲術科、水雷科、運用科、内務科）に相当する。
- 射撃員 - 水上艦艇において砲こう（熕）武器（CIWSを除く）、小火器、ミサイル発射装置及び関係機器等の操作及び保守整備並びに弾火薬の取扱いに関する業務を担当する。また、基本教練・礼式指導も中核的に行う。
- 射管員 - 水上艦艇において射撃指揮装置、CIWS等の操作及び保守整備に関する業務に従事する。砲・ミサイルを整備・給弾するのが射撃員、射撃管制室等において射撃指揮装置等を操作し、目標を捕捉・追尾・照準し、砲やミサイルの発射管制（引き金や発射ボタンの操作）をするのが射撃管制員である。
- 運用員 - ボースンともよばれ、水上艦艇において甲板作業全般を取り仕切り、専門的な甲板作業は運用員専任で行う。主として錨作業、船体の保存手入れ、重量物の取扱い、防火・防水作業並びに関連器材の操作及び保守整備に関する業務に従事する。戦闘や非常時には応急工作員と並び防火防水作業の重要戦力となる。
- 魚雷員 - 魚雷発射管、アスロック発射機などの対潜攻撃武器や曳航具、各種対魚雷ジャマー等の操作及び保守整備並びに魚雷及び弾火薬の取扱いに関する業務に従事する。また、潜水艦にも乗り組むことができ、潜水艦には運用員と射撃員が配置されないため、甲板作業全般取り仕切りと小火器の取り扱い整備も魚雷員が行う。また、弾薬整備補給所において、魚雷の整備・調整を行う。
- 水測員 - ソナー及び水雷戦関連機器の操作と整備を行う。噛み砕いて言えば、「対潜水艦電測兼射撃管制員」であり、ソナー室等において水測情報を収集し、敵潜水艦の捜索、識別、極限、捕捉、攻撃、効果判定までを一元的に行う。潜水艦にも乗り組むことができる。
- 掃海機雷員 - 掃海艦艇で掃海具等を取り扱い、機雷の敷設・除去作業などを行う。多くの掃海艦艇には運用員と射撃員の配置がないため、甲板作業全般と機関砲や小火器の取り扱いも掃海機雷員が行う。また、弾薬整備補給所において、機雷の整備・調整を行う。

#### 航海・船務要員
艦艇の運航・航法、通信に関する職務を担当する。
旧軍における兵科（水兵科）の一部（艦内編制としては航海科、通信科）に相当する。
- 航海員 - 艦が航行する際に必要な海図の選定及び航海計画作成に始まり、航行中は航法を行うほか、操舵、旗流・手旗・発光などの視覚による通信なども担う。潜水艦にも乗り組むことができる。また、艦艇や陸上部隊における信号・礼式喇叭の吹奏も専門的に行う。
- 電測員 - CICでレーダーやESMの操作、艦載機の作戦運用管制、作戦運用補佐、作戦通信等に任ずる。通常は艦艇運航業務、作戦時は各配置においてオペレーションを行う。また、視覚的情報収集も担当し、怪しい船舶や対象国艦艇との遭遇時における情報収集・分析を行う。潜水艦にも乗り組むことができる。略号OS:Operation Specialist
- 通信員 - 暗号通信の作成、送受信、解読、隊内電報の接受、艦艇における衛星・短波等各種電波通信、基地内通信システムの構築・整備、PCの保守管理・システム構築・運用などを行う。潜水艦にも乗り組むことができる。
- 気象海洋員 - 気象・海洋観測、気象予報、天気図などの作成、気象・海洋関係の情報の伝達などを行う。気象予報士の資格取得も可能で、陸上部隊、航空基地、水上艦艇部隊と、幅広い部隊で活躍できる。
- 電子整備員 - レーダーや電子戦機器、各種コンソールの整備、操作を行う。電測員との関係は、電子整備員は機器を整備するのが主な仕事で、電測員はその機器を使用しオペレーションを行う。潜水艦にも乗り組むことができる。略号ET:electronics technician

#### 機関要員
艦艇の機関・被害対処に関する職務を担当する。扱う機器や職務内容から、ボイラ技士や危険物取扱者、高圧ガス取扱責任者等の公的資格が取得しやすい。
旧軍における機関科（工作科などを含む）に相当する。
- 機械員 - 主機関、発電機等の操作、整備、機関に付随する補機や艦内生活用ボイラ等の操作、整備、搭載艇運航時の機関員業務、燃料油や潤滑油の取り扱いの業務を行うほか、応急班員として機関室等の浸水・火災対処も担う。扱う機器により、以下に分類される。
  - 蒸気員（ボイラ員・汽機員） - 蒸気タービン主機の水上艦艇において、メインボイラ（罐）やタービン、復水器等の操作、整備、燃料油や潤滑油の取り扱いの業務を行う。2020年現在においては、蒸気タービン主機の艦艇は存在しないが、とわだ型補給艦には蒸気タービン動力貨油ポンプが使用されているほか、陸上基地には停泊艦艇への供給・基地内の熱源用として大型ボイラが備えられていることが多く、蒸気員の技能が必要とされる環境があるため、少数ながらそこに配置されている。しかしながら、今後新規での育成は行われないと考えられる。
  - ガスタービン員 - 水上艦艇において、ガスタービン主機、ガスタービン発電機の操作、整備、燃料油や潤滑油の取り扱いの業務を行う。
  - ディーゼル員 - 艦艇において、ディーゼル主機、ディーゼル発電機の操作、整備、燃料油や潤滑油の取り扱いの業務を行う。潜水艦にも乗り組むことができる。
- 電機員 - 発電機の保守管理及び電機機器全般、艦内電線の整備、電気的修理・被害対処を担当する。蛍光灯や電池までも受け持っている。電子整備員との住み分けとして、動力や照明などの「電機」を主に担当し、他には武器に関連しない機器も担当する。潜水艦にも乗り組むことができる。
- 応急工作員 - DC（ダメージコントロール）やダメコンとも呼ばれ、攻撃を受けた際の艦体の被害極限（防火・防水・船体応急修理等）を担当しており、応急班員の分掌指揮を行うほか、工作作業（金属加工・木工加工・溶接作業など）や真水の管理も担っている。また、CBRNE対処も中核的に実施する。

#### 航空要員
海上自衛隊で艦艇部隊と双璧を成す航空部隊の中核戦力である。旧軍における飛行科および整備科に相当する。
- 操縦士 - 航空機の操縦を行う。幹部および飛行幹部候補生のみの配置。
- 戦術航空士 - 固定翼哨戒機に搭乗し、戦術全般の指揮統制を行う。作戦行動・戦術面に関する権限は操縦士よりも上であり、作戦中は機長となる。幹部および飛行幹部候補生のみの配置。
- 航空士 - 航空機に搭乗する、操縦士・戦術航空士以外の飛行要員。職務内容としては機上における戦術オペレーションから、降下救難まで幅広い細目があるが、これらは掛け持ちから専従まで配置・保有特技により様々である。主に一般隊員（海曹士）から選抜される。
- 航空管制員 - 航空機管制・離着陸に際し、航空無線通信やレーダー管制、無線誘導等を行う。航空基地のほか、航空機搭載艦配置もある。また、一部航空基地では民間機の管制も行う。航空自衛隊第5術科学校に入校して教育を受ける。
- 航空機整備員 - 航空発動機整備員、航空電機計器整備員、航空機体整備員、航空電子整備員、航空武器整備員を指す。選抜により、航空士として搭乗員配置がある。
- 地上救難員 - 基地での航空機運用時における事故対処を主任務とし、基地火災時においては消火作業の中核を担うほか、消防車両の保守管理も行う。航空基地、陸上部隊における信号・礼式喇叭の吹奏も専門的に行う。多くは警備員の副特技（後述）を保有し、基地警備を担う航空基地警衛班の中核戦力ともなる。選抜により、航空士として搭乗員配置がある。また、航空機搭載艦に配置された場合は艦上救難員となり艦上での航空機運用時における事故対処を主任務とする。

#### 経理・補給要員
海上自衛隊の根底を担う業務に従事し、幅広い部隊において勤務できる。旧軍における主計科に相当する。
- 経理員 - 給与・手当等計算に係る経理業務、物品の購入や工事等の契約業務、 総務、文書処理といった庶務業務全般を行う。陸上部隊、航空基地、水上艦艇部隊はもちろん潜水艦にも乗り組むことができ、基本的に海上自衛隊と名の付くすべての部隊で勤務できる。
- 補給員 - コピー用紙からミサイルまで、部隊において必要な補給物品の請求・管理・事務手続きに関する業務を行う。一見楽そうだが、艦や基地をひっくり返して落ちてくるものは全て、補給員が管理していると言われ、その仕事は重要かつ膨大である。倉庫における受け払いも行うため、フォークリフトやクレーン、車両の資格を取得しやすい。陸上部隊、航空基地、水上艦艇部隊はもちろん潜水艦にも乗り組むことができ、基本的に海上自衛隊と名の付くすべての部隊で勤務できる。
- 給養員 - 部隊の隊員に対し給食を行う。栄養士、調理師免許も取得可能。陸上部隊、航空基地、水上艦艇部隊はもちろん潜水艦にも乗り組むことができ、特に特務艇「はしだて」の給養員は海上自衛隊給養員の最高峰といわれる、名誉高い配置である。海自では、艦上レセプション、士官室の昼食会や夕食会が催されるので、和食、洋食、中華料理、和菓子、洋菓子を作る。

#### その他陸上要員等
- 衛生員 - 陸上部隊、航空基地、水上艦艇部隊はもちろん潜水艦にも乗り組むことができ、准看護師、救急救命士などの資格を持ち、部隊における隊員の健康管理・怪我等の応急処置等を行うほか、救難機の機上救護員としての勤務もある。旧軍における軍医科、薬剤科、看護科（衛生兵）などに相当する。
- 施設員 - 主に各基地設備の維持管理・修繕、そのための設計図、積算資料の作成、土木工事を行う。降雪のある航空基地においては、除雪車の運用も行う。滑走路の応急修理や大規模施設作業を専門的に請け負い、全国に機動運用される機動施設隊も存在する。建設機械やクレーン、測量、建築関係の資格・免許が取得可能。旧軍における施設科（のち技術科に統合）に相当する。
- 情報員 - 情報資料の収集、分析、研究、処理及び情報の配布、秘密保全、映像技術及び関連器材整備などに関する業務を行う。
- 警務員 - 部内の秩序を維持するための犯罪捜査、被疑者の逮捕等の司法警察業務を行う。
- 音楽員 - 部隊の士気高揚や儀式・式典、および広報のために音楽の演奏を行う。資格は吹奏楽の技能を持つ者に限られていたが、近年ではピアノ奏者を技術海曹として受け入れる[47] など、多様化が進んでいる。旧軍における軍楽科に相当する。

### 副特技
必要に応じ、主特技に重ねて保持する特技。基本的に適性さえあれば、どの主特技からでも取得可能である。要求・配置数が主特技に対して小規模であったり、主特技の付加要素的職務であったり、また主特技の知識が下地として必要である職種はこの形となっている。通称「サブマーク」。
- 特別警備員 - 主に特別警備隊員が取得する。副特技だが、近年では主特技として持つ者もいる。
- 体育員 - 教育隊や術科学校などで隊員の体育指導に当たる。自衛隊体育学校にて体育課程を修業する必要がある。
- 警備員 - 各地方隊警備隊の陸警隊や、航空基地の警衛班に所属する隊員を対象とした副特技。教育隊等の陸上警備教育を担当する教官も取得している。
- 潜水員 - 開式スクーバ課程を修業した者に付与され、各部隊において主特技業務の傍ら潜水業務を行う（選抜されて機上救助員となる場合もある。）。この後、希望すれば特修科潜水課程に入校し、主特技とすることも可能。その場合、さらに「EOD」と呼ばれる爆発物水中処分員か、潜水艦救難作業等にあたる飽和潜水員の専修科に進み、それぞれ主特技を取得、専門部隊勤務となる。潜水士免許取得も可能である。
- 車両員 - 各基地業務隊の車両科や航空基地の車両班などに所属し、主に車両による高官送迎や、部隊間の輸送を行う。近年のアウトソーシング化により民間人の起用が増え、各陸上部隊に必ず配置されるものの、少人数となっている。
- 教官 - 教育隊や術科学校などで隊員の教育・指導に当たる。正式に特技として指定されるには、第1術科学校または第3術科学校に入校し、専修科教官課程を修業する必要がある。

これらを含めて50種類以上ある。手旗信号は入隊時に全員が学習する共通特技である。

### 女性自衛官の職域
- 2018年（平成30年）12月、潜水艦への制限が解除され、すべての職域で勤務できる[48][49][50]。

なお、2018年（平成30年）8月31日、潜水艦の乗組員に女性自衛官を起用する方向で検討を始めたと報道された。潜水艦教育訓練隊の施設を改修し、女性用の部屋やトイレを確保した上で教育・訓練をする。
2020年（令和2年）1月22日には女性自衛官初の潜水艦乗組員となる女性3等海尉が潜水艦教育訓練隊に入校した。1年半の実習などを経て、潜水艦に配属される予定。

## 歴史
1945年（昭和20年）9月2日の第二次世界大戦における日本の降伏に伴って、陸海軍（日本軍）は武装解除・解体された。終戦直後より海軍大臣米内光政は解体される海軍の再建を軍務局長保科善四郎に託していた。海軍省内の終戦処理の会議の中で海軍再建の意見が出され、翌年1月には再建研究を行うことを申し合わせる。その中には軍務局第三課長だった吉田英三もいた。
旧海軍においては、軍令部門である軍令部は解体され、軍政部門である海軍省も復員・航路啓開などの一部業務を引き継いだ第二復員省に縮小改編された。さらに復員の進展に伴って、翌1946年（昭和21年）には第一復員省（陸軍省）と統合され、内閣の外局たる復員庁、のちには厚生省の一部局（第二復員局）となった。
一方、第二次世界大戦中に敷設された日米両軍の機雷に対する航路啓開の必要から、非武装化された日本政府においても、旧海軍から引き継がれた掃海部隊がその任にあたっていた。その後、旧海軍の消滅に伴う洋上治安の悪化が深刻化した ことから、1946年（昭和21年）には旧海軍由来の掃海部隊も取り込む形で、運輸省傘下の法執行機関として海上保安庁が設置された。ただし創設当時は、武装した海上保安機構に対する極東委員会での反発を考慮したGHQ民政局の指示を受け、巡視船が軍事用ではないと明示するため、排水量・武装・速力に厳しい制限が課されていた。
1948年（昭和23年）1月から厚生省の所管となった第二復員局で吉田英三ら3人は密かに軍備再建の研究にあたる。1950年（昭和25年）10月、アメリカ極東海軍よりフリゲート（PF）貸与に関する非公式の打診を受けて、野村吉三郎（元海軍大将、元外務大臣、元駐米大使）・保科善四郎および第二復員局の吉田ら元海軍軍人を中心に、海軍再興の研究は本格化する。しかし、日本政府要人からは海軍再建の良い反応は得られなかったため、研究グループの交渉対象はアメリカ政府に移っていった。野村はその立場を生かしアーレイ・バーク米海軍少将らと信頼関係を築いていった。
1951年（昭和26年）1月の講和全権大使ジョン・フォスター・ダレス来日を機に、同年2月頃から研究グループ・野村・バーク・GHQらによる海軍再建の話合いが進むようになる。日本政府や米国務省にも交渉の経緯は伝えられた。同年4月には研究グループによって新海軍の母体組織の制度的枠組みを示した特殊研究資料が作られる。この資料はY委員会における海上警備隊創設の基礎案となった。
1951年（昭和26年）10月19日、吉田茂内閣総理大臣と連合国軍最高司令官（SCAP）マシュー・リッジウェイ大将の会談において、フリゲート（PF）18隻、上陸支援艇（LSSL）50隻を貸与するとの提案が正式になされ、吉田首相はこれをその場で承諾した。そしてこれらの船艇受入れと運用体制確立のため、内閣直属の秘密組織としてY委員会が設置されて検討にあたった。Y委員会の委員は旧海軍軍人と海上保安庁職員より選任されており、また、アメリカ側とも密に連携していた。Y委員会での検討の結果、これらの艦艇は、他の巡視船艇とは別個に、海上保安庁内に設置される専用の部局で集中運用されることとなり、サンフランシスコ平和条約発効直前である1952年（昭和27年）4月26日、海上警備隊が設置された。
海上警備隊の立ち上げに先立ち、政府内において海軍の遺産を整理し、自衛隊制度を確立する議論が進められたことが複数の資料で認められている。また、空母部隊や航空機配備の議論が保安庁段階から既に始まっていたことも示されている。
同年8月1日、総理府の外局として保安庁が創設された。海上警備隊と航路啓開本部（掃海部隊）は警備隊として統合のうえで海上保安庁から分離され、警察予備隊とともに保安庁の傘下に入った。そして1954年（昭和29年）7月、保安庁が防衛庁に移行するとともに、警備隊も海上自衛隊に発展改編された。この過程で、旧海軍の港湾施設、航空基地等は、そのまま海上自衛隊が引き継ぐことになった。中でも護衛艦「わかば」は、旧海軍の駆逐艦「梨（なし）」をそのまま海上自衛隊の護衛艦として運用し、旧海軍の伝統を継承する象徴となった。

海上自衛隊を管理する行政機関である防衛庁は、2007年（平成19年）1月9日に防衛省へ昇格した。

## 特色・伝統・文化

### 気風

海上自衛隊幹部の敬礼

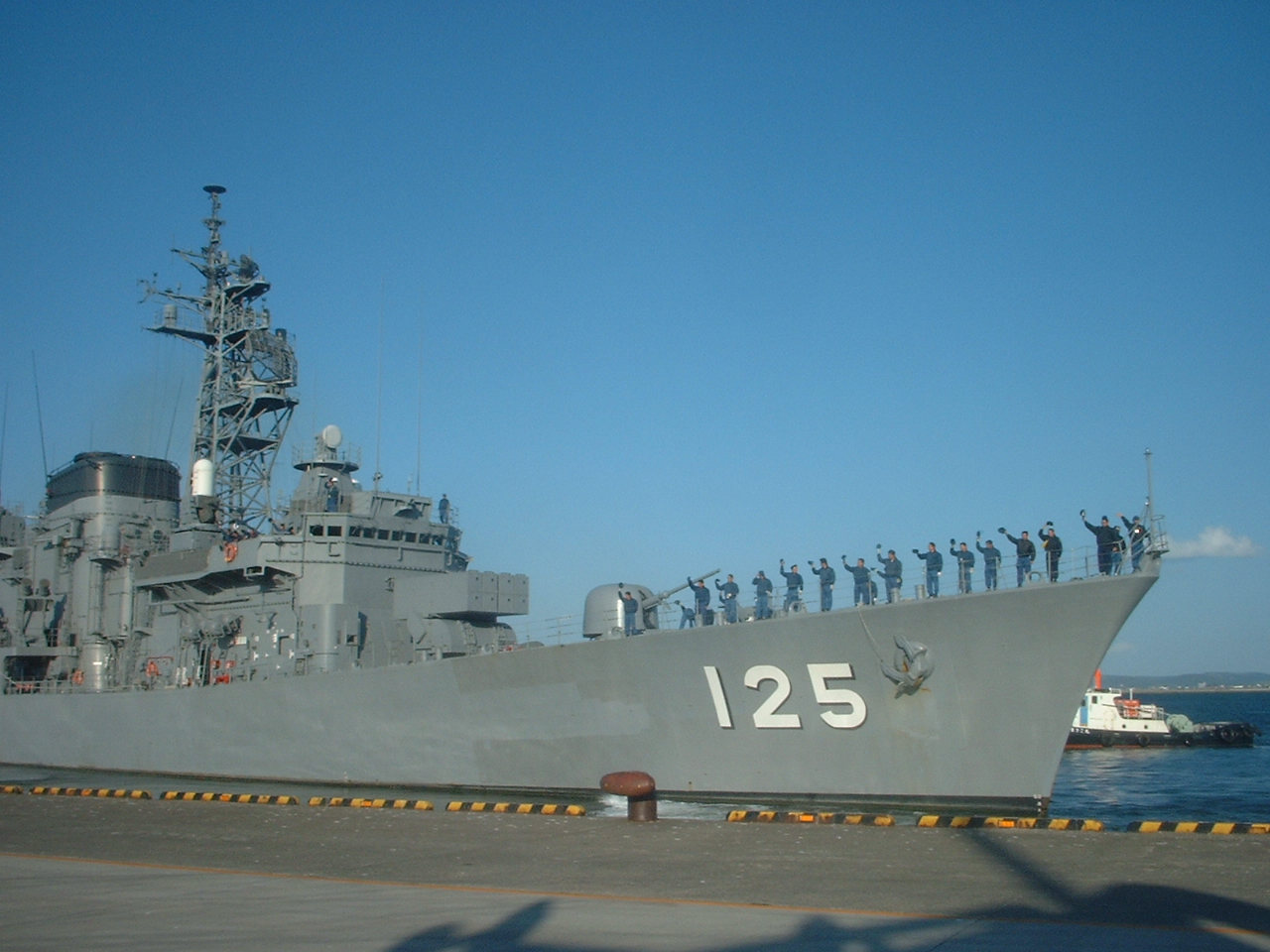
出航時の伝統行事『帽振れ』

帝国海軍の元士官（海軍兵学校・海軍機関学校出身者）たちが、アメリカ海軍関係者の支援を取り付けて海軍再建を主導した経緯から、帝国海軍の伝統と文化を重んじている。例えば、村川豊が2016年（平成28年）に第33代海上幕僚長に就任した際には下記のように報道された。
そのため、海上自衛隊の気風は「伝統墨守・唯我独尊」と表現される 。
海上自衛隊は、帝国海軍の標語でもある「スマートで、目先が利いて、几帳面、負けじ魂、これぞ船乗り」と「スマートネイビー」を標榜し、幹部自衛官（士官）を育成する海上自衛隊幹部候補生学校ではシーマンシップに基づいた「機敏（スマート）・着実（ステディ）・静粛（サイレント）」の「3S精神」の体得を掲げている。これは、古今東西海軍艦艇が外国を訪問することによって、外交関係の親善を深める役割をも担ってきたことに由来する。自衛隊の中では海上自衛隊のみ初任幹部を海外に出して見聞を広めさせている（練習艦隊）。
海上自衛隊の敬礼は、陸上自衛隊・航空自衛隊の敬礼とは違い、狭い艦艇内で行われることを想定し、右肘上腕部を右斜め前約45度に出して肘を張らない特徴がある（狭い艦艇内で肘を張ると、擦れ違い敬礼の交換の際に相手とぶつかってしまうため）。しかし、場合により陸空と同様の肘を大きく張った敬礼が行われる事もある。
帝国海軍と海上自衛隊の連続性を示す事例は多数に上る。
- 帝国海軍の軍艦旗と全く同一の意匠を自衛艦旗の意匠としている。
- 護衛艦や潜水艦の多くが、帝国海軍の軍艦[注釈 3]の艦名を引き継いでいる。
- 帝国海軍から継承している文化の事例。
  - 5分前精神の徹底。
  - 信号喇叭による総員起こし。
  - 国歌「君が代」の楽譜[61]。
  - 出航時の「帽振れ」。

なお、「金曜の昼食にカレーを食べる習慣」は、海上自衛隊において1980年代後半（週休2日制移行時期）に始まったものであり、それ以前は半ドンだった土曜の昼に食べられていて、上陸を控えた調理員の労力を削減するためのメニューであった。そして、これらは帝国海軍に由来するものではない。
過去、海上自衛隊の艦長の中には、艦内の銘板をすべて「護衛艦」ではなく「駆逐艦」などの旧海軍式の名称にし、旧海軍の徽章を帽子につけ、士官の階級名を旧軍式にする者がおり、これによって「大勢の実習員がこのことだけでも心が躍り、士気の高まるのを覚えた」という。また、流通経済大学法学部教授の植村秀樹によれば、海上自衛官の中には「日本海軍」と印刷した名刺を持つ者もいた。
陸空では使用されない「士官」の語も、「幹部自衛官」のほかに法令上も用いられている（士官#自衛隊参照）。
教育隊において水泳教育を徹底しており、全く泳げない者にも専用の訓練メニューを用意しほぼ全員が泳げるようにしている。

### 航空隊
航空自衛隊とは別に、海軍航空隊に相当する航空集団が存在し、旧海軍の海軍飛行予科練習生（予科練）に相当する航空学生により操縦士と戦術航空士を独自に養成している。海自の航空学生は冬制服に海軍飛行予科練習生と同じ「紺色の詰襟に七つボタン」、夏制服に同じデザインで白色の制服を採用している。
旧海軍航空隊では旧陸軍航空部隊や航空母艦とは別に、多数の陸上基地と陸上航空機を運用しており、海上自衛隊は航空基地の一部を引き継いでいる。海上自衛隊の航空集団は固定翼及び回転翼の哨戒機による防衛警備、警戒監視、災害派遣、航空救難、民生協力等を主な任務としている。イギリス軍では陸上基地の固定翼哨戒機を空軍が運用しており、第二次世界大戦後に空軍を創設した英連邦諸国でもこれに倣うことが多いが、海上自衛隊ではアメリカ海軍と同様に独自運用することとなった。
30大綱及び31中期防により、いずも型護衛艦の事実上の空母への改修が決定しているが、艦載機であるF-35B（42機）は航空自衛隊が運用する。
導入している機種は哨戒機・救難機・輸送機・練習機の他、護衛艦の訓練支援のために標的曳航等を行う訓練支援機がある。ほか、捜索救難専用の飛行艇を配備している。
操縦士は機長の資格を取得し最初のフライトを終えると、基地の隊員からバケツで水をかけられる伝統行事がある。

### 陸上戦力
旧海軍は、上陸作戦や陸戦ができる有力な海軍陸戦隊を保有していた。諸外国では現在も、海兵隊に相当する部隊が海軍所属になっている例（中国人民解放軍海軍陸戦隊、ロシア海軍歩兵など）がある。海上自衛隊は基地警備部隊として陸警隊を、特殊部隊として特別警備隊を有するが、海兵隊に相当する水陸機動団は陸上自衛隊の所属である。
また12式地対艦誘導弾など自衛隊の地対艦ミサイルは陸自が運用している。

### 音楽

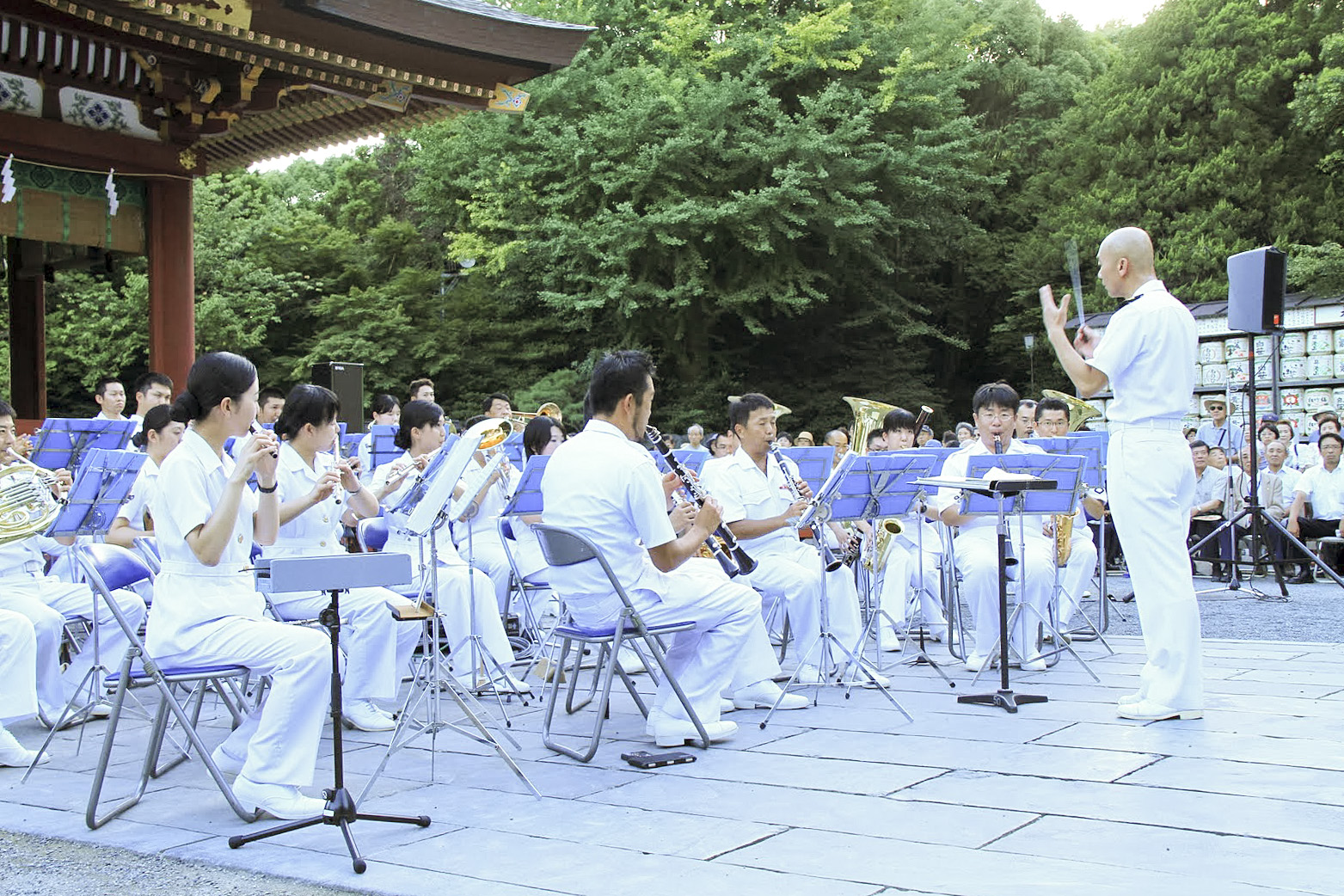
鶴岡八幡宮で演奏をする横須賀音楽隊

海上自衛隊で使われる信号喇叭の喇叭譜は一部を除いて旧海軍のものをそのまま使用しており、特に君が代の喇叭譜は海上自衛隊だけが陸空自衛隊や消防等他組織と異なる旧軍譜を使用するという変則状態となっている。
海上自衛隊では陸空と同じく独自の音楽隊を編成しており、一般的な軍楽隊と同じく吹奏楽に重点が置かれているものの、ピアノ奏者を技術海曹として受け入れたり、声楽枠による採用を実施する（三宅由佳莉）など多様化が進んでいる。
儀礼曲として、観閲式や遠洋航海への出港などの際には『軍艦行進曲』が、葬送の際には『命を捨てて』など旧海軍の曲がそのまま制定されている。自衛隊発足後に制定された儀礼曲には『海のさきもり』などがある。
海上自衛隊の航空学生の学生歌は予科練の『若鷲の歌』とタイトルが似た、海上自衛隊東京音楽隊第二代隊長・片山正見作曲の『海の若鷲』である。
隊歌に準じた行進曲として、海上警備隊の発足当初から歌われていた行進歌『海をゆく』があったものの、本来隊歌として制定された曲ではなかったことや歌詞が時代に合わなくなったことから、発足50周年となる2002年（平成14年）にメロディは変えず歌詞を公募したものに変更した曲を正式な隊歌として制定し、入隊式などで歌われる曲として位置づけられた。
海外派遣の際には見送りの曲としてアニメ作品『宇宙戦艦ヤマト』のオープニングテーマが音楽隊により演奏されることが多い。

### 旧海軍の伝統の継承
海上自衛隊創設50周年式典では、石川亨海上幕僚長が式辞で「（Y委員会の旧海軍軍人ら）これら諸先輩の心を支え、苦難を乗り越えさせたものは、米内大将以下が海軍最後の日に誓った『新しい海軍』を再建し、再び『行進曲 軍艦』をよみがえらせるという一念であった」「われわれは、今後とも海軍のよき伝統を日本の財産として、堂々と継承してまいります」と発言している。また、石川は2002年7月に行われたNHKのインタビューにおいて、「海上自衛隊は単なる50年の海上自衛隊ではなくて、旧海軍77年の歴史と伝統を引き継いでいる」「（帝国海軍の解体から海上警備隊の創設まで7年の空白期間があるが、）それは空白期間ではなくて、やはり思いのある旧海軍の軍人が、海軍再建のために一生懸命研究し、勉強し、そして新たな海軍を再建するためにいろいろな努力をしていたと。それが海上自衛隊に引き継がれているし、われわれもそれを知らず知らずのうちに旧海軍の伝統の中、遺産の中に生きていると言っても過言ではない」と語っている。
海上自衛隊幹部学校長を務めた福本出元海将は、旧海軍の終焉から海上自衛隊の発足まで、掃海部隊が78名の死者を出しながらもつなぎとめた7年の航跡を「空白」と見なすべきではないと指摘し、「名称がいかに変わろうとも“いわゆる海軍”は1868年の誕生以来一度たりとも途絶えたことはなかった。かつて筆者が幹部候補生のころ、自習室には東郷元帥等“三軍神”の写真があった。これまでも海上自衛隊はその創設時から大東亜戦争までの航跡を自分たちの歴史とみなしてきたではないか。その意味で海上警備隊の発足は極めて重要ながら通過点と見なすべきだろう」としている。
海上自衛隊では遠洋練習航海の際に、ミッドウェー等の激戦地近隣で洋上慰霊祭を実施しており、これにより初任幹部らは旧海軍の英霊が自分たちにつながる先達であることを胸に刻んでいる。
海上幕僚監部には、第3、4代連合艦隊司令長官である東郷平八郎元帥の肖像が掲げられている。海上作戦センターにある自衛艦隊司令部の応接室には、旧海軍の歴代常備艦隊及び連合艦隊司令長官の階級氏名と在任期間を記した銘板が額に入れて掲示されており、その横の額には海上自衛隊の歴代自衛艦隊司令官の銘板が同様に掲示されている。また、第26、27代連合艦隊司令長官である山本五十六元帥による「常在戦場」との揮毫が掲げられている。
旧海軍の慰霊祭に現役の海上自衛官が参列したり、音楽隊の派遣を実施したりすることもある。
日露戦争で日本が大勝した日本海海戦の旗艦で、発足前に横須賀港に係留されて記念艦となっていた「三笠」は、海上自衛隊が管理する施設「旧三笠艦保存所」となっている。

### 旧海軍の技術の継承
護衛艦や潜水艦の建造は、ジャパン マリンユナイテッド（源流は日本鋼管・IHI・日立造船等）、三菱重工業、川崎重工業などで行われる。いずれも、戦前から旧海軍艦艇を建造した経験をもつ企業、およびその後身である。
旧海軍の九七式飛行艇や二式飛行艇を製造し、飛行艇については世界随一の技術を有していた川西航空機は、戦後に新明和工業となり、戦前からの技術を受け継いで、UF-XS、PS-1、US-1、改良型のUS-1A、現行のUS-2と、途切れることなく飛行艇の開発・製造を続けている。

## その他
艦艇の行動が漏洩する懸念等からこれまで外部との連絡は共用パソコンに限定されていたが、携帯電話の電波が届かない洋上でも、水上艦艇の乗組員が私有の携帯電話を使って家族らと電子メールできるよう、艦内通信環境の整備に乗り出したと『読売新聞』が2018年9月28日夕刊（社会面）で報じた。少子化の中で、志願者を減らさないことが背景にある。メッセージをWi-Fi経由で管理サーバーにいったん集約・選別し、艦艇の位置や活動内容についての記述があれば送信を停止する。潜水艦については従来通り、出航後の外部との私的通信は禁止される。

## 画像

### 海上自衛官

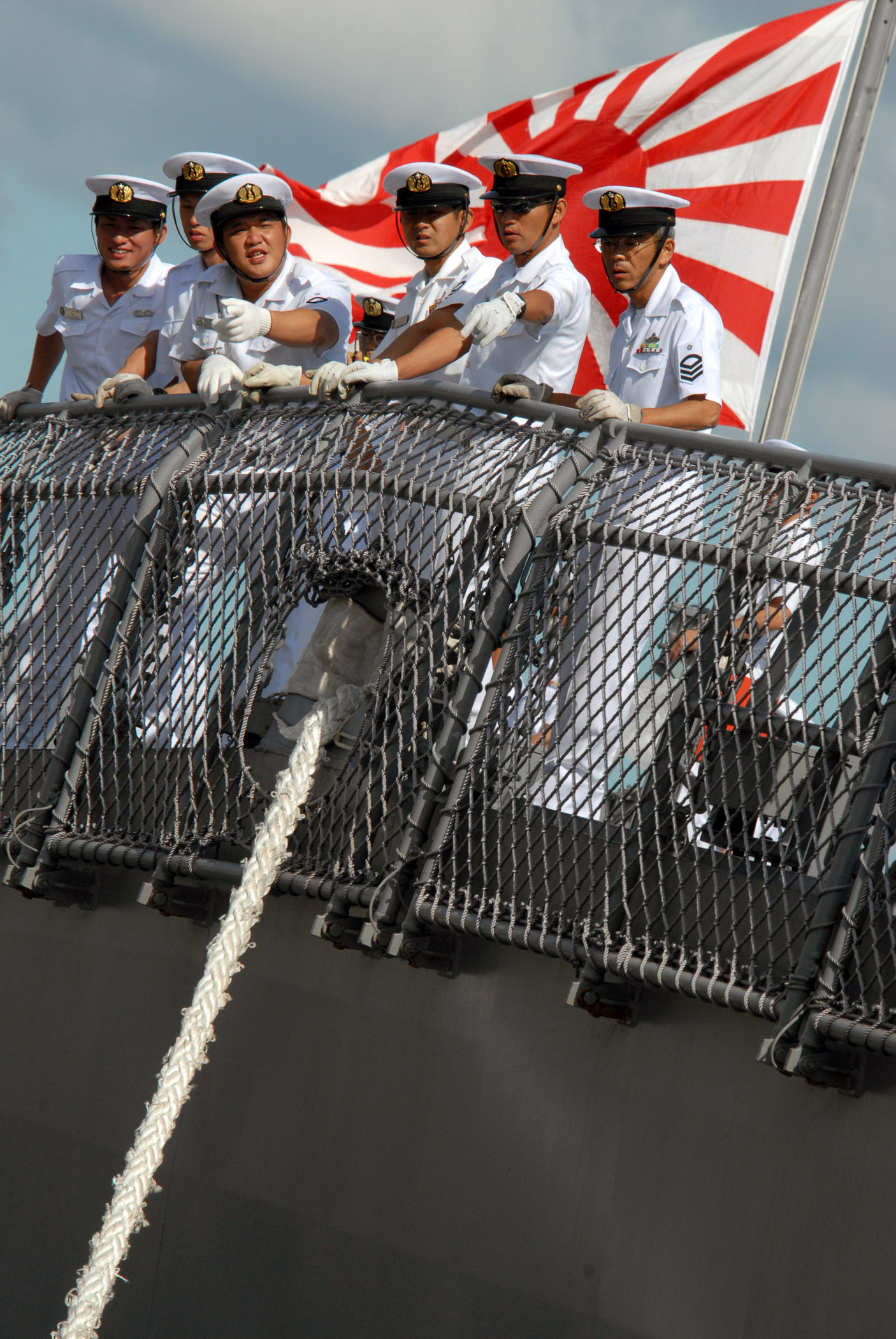
こんごう型護衛艦1番艦「こんごう」の乗員
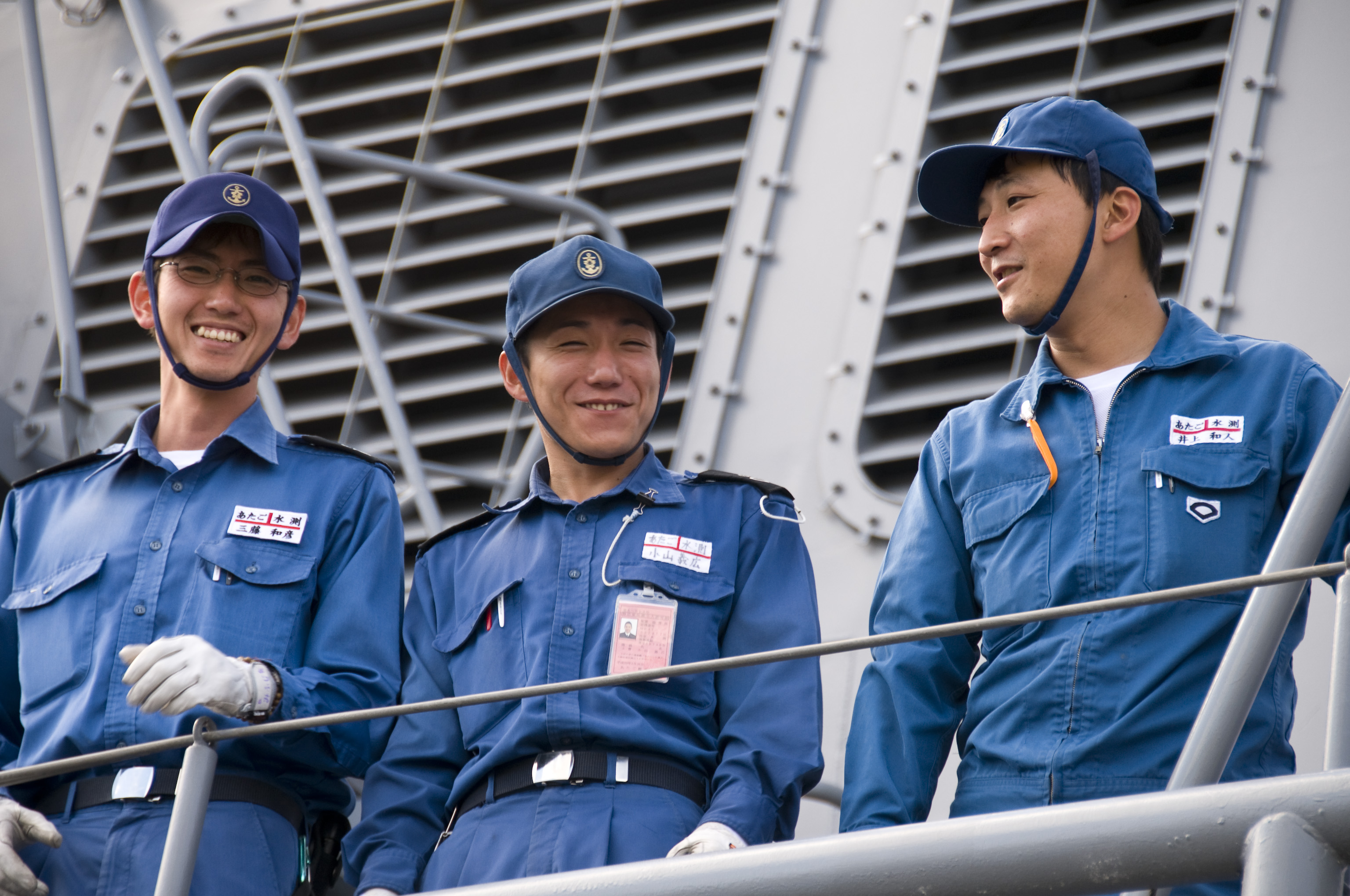
作業服装の曹士
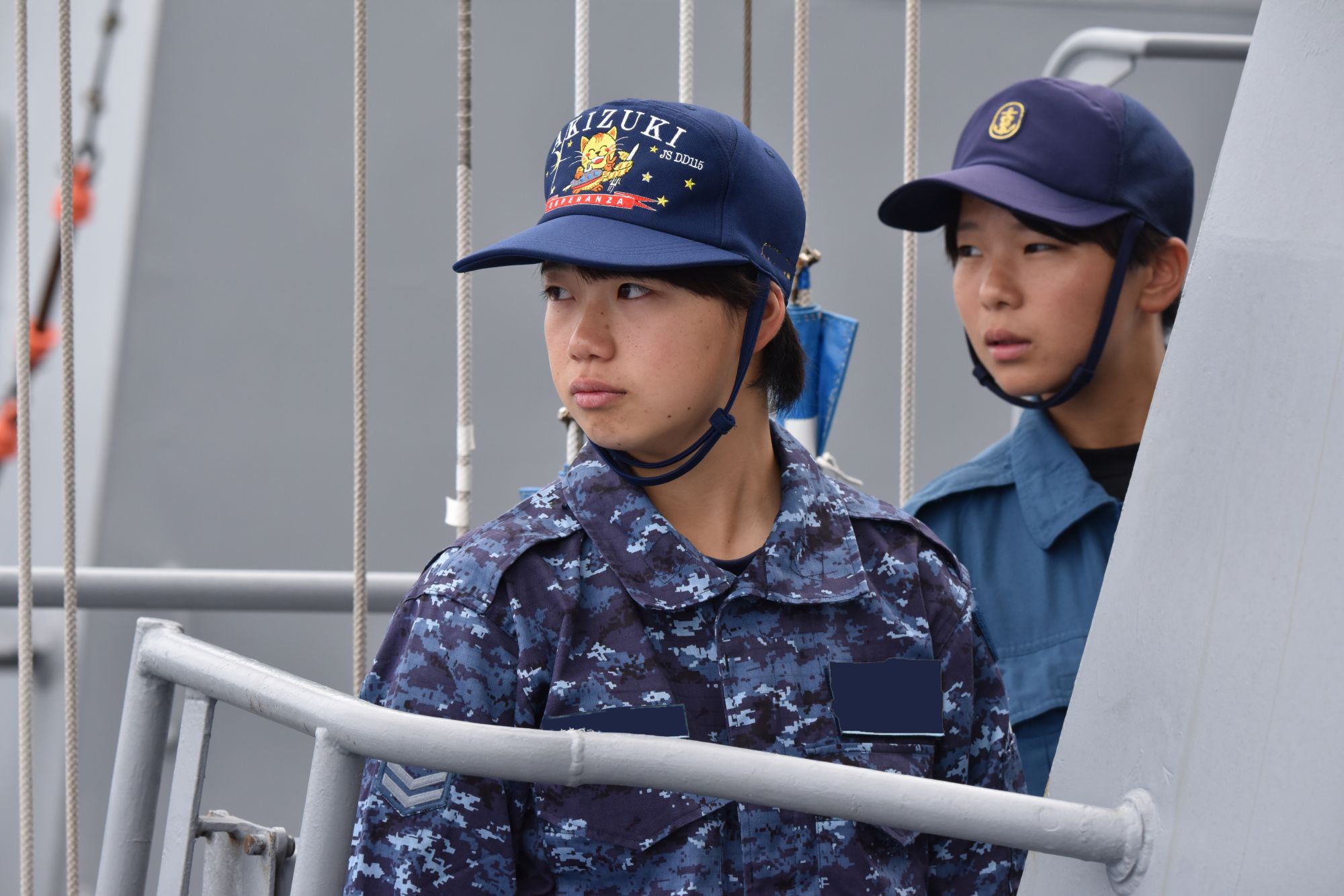
迷彩作業服・部隊帽（左）と艦上戦闘服（右）を着用した女性自衛官（WAVE）
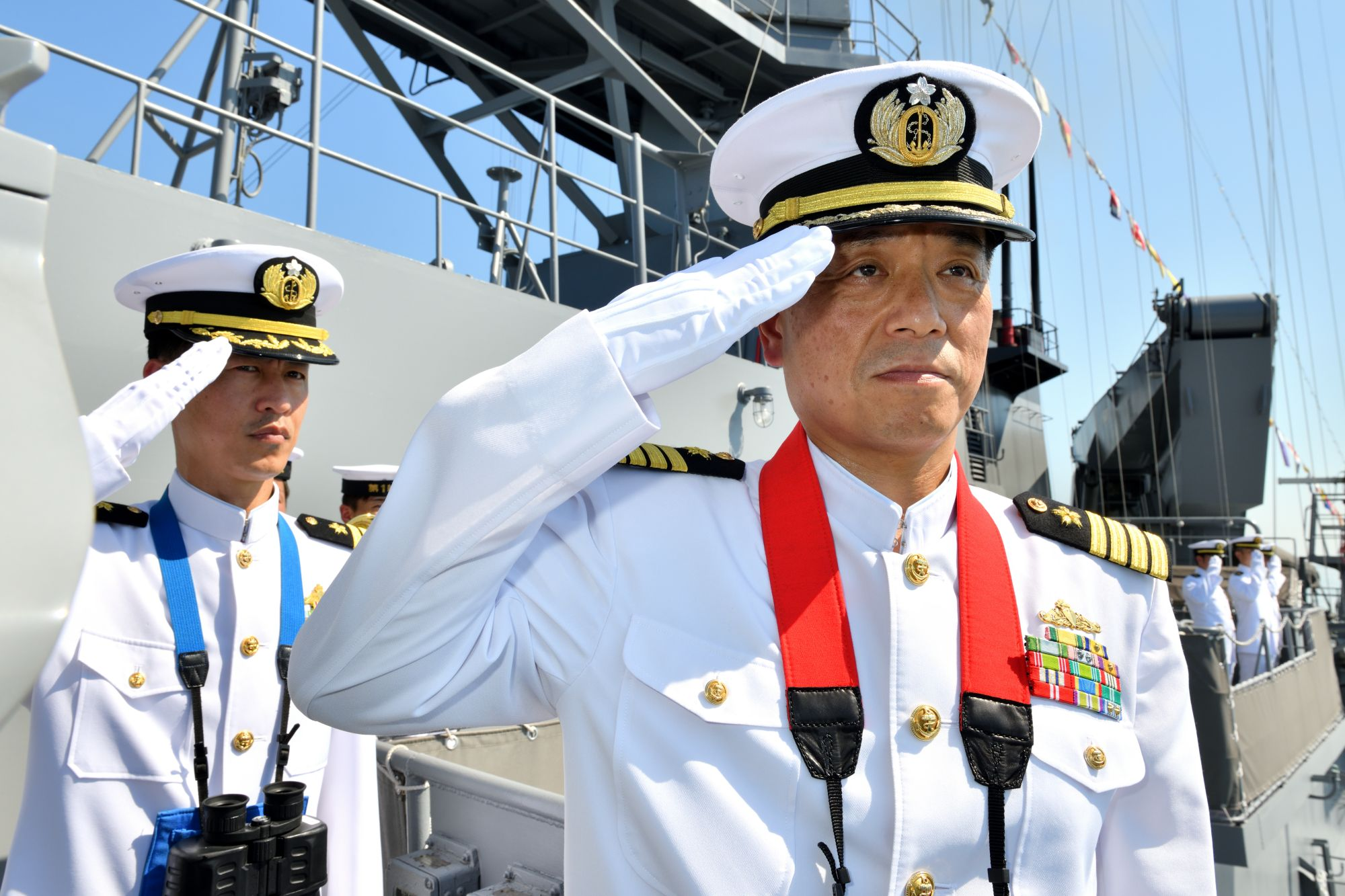
第1種礼装夏服を着用した幹部
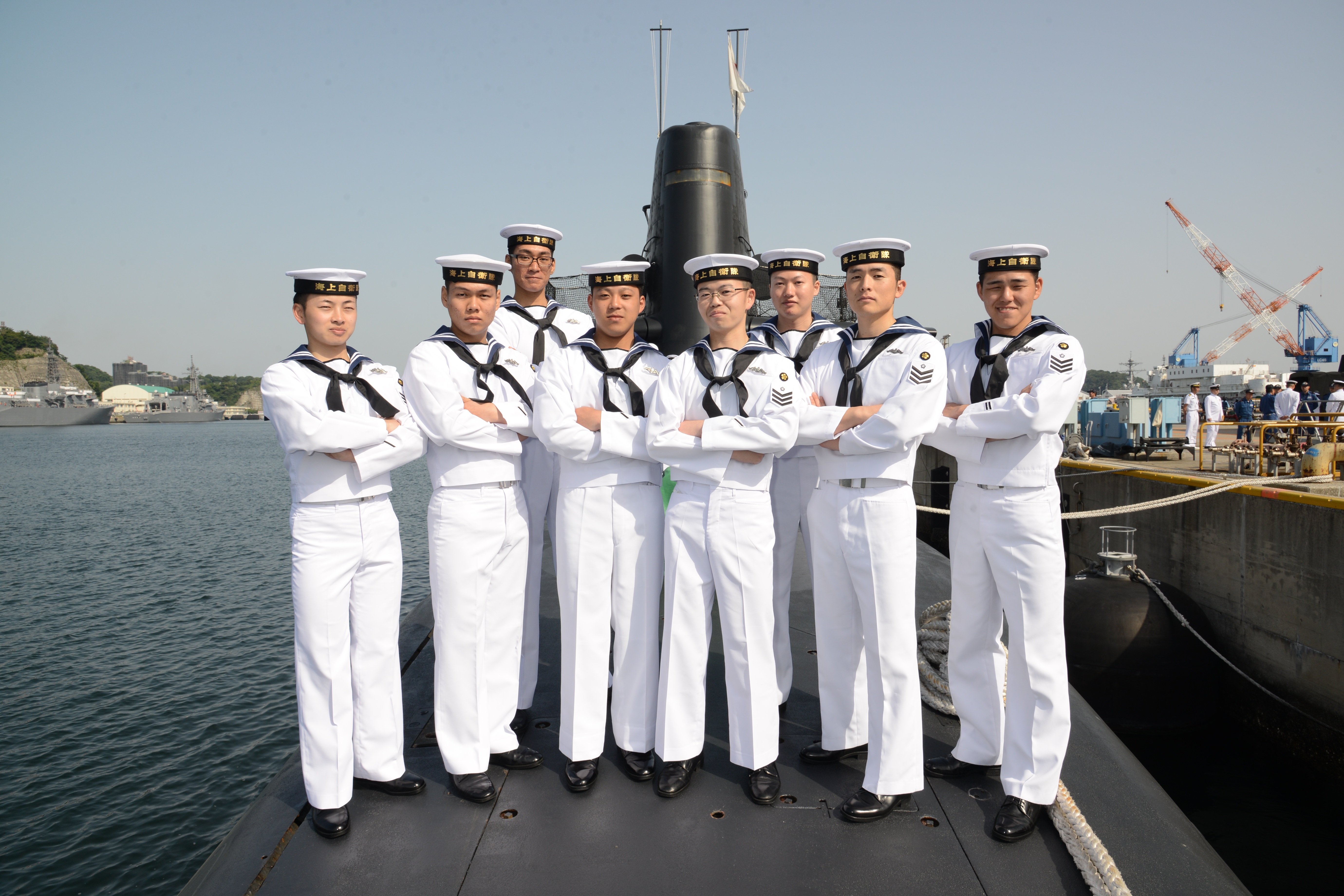
常装第1種夏服を着用した海士
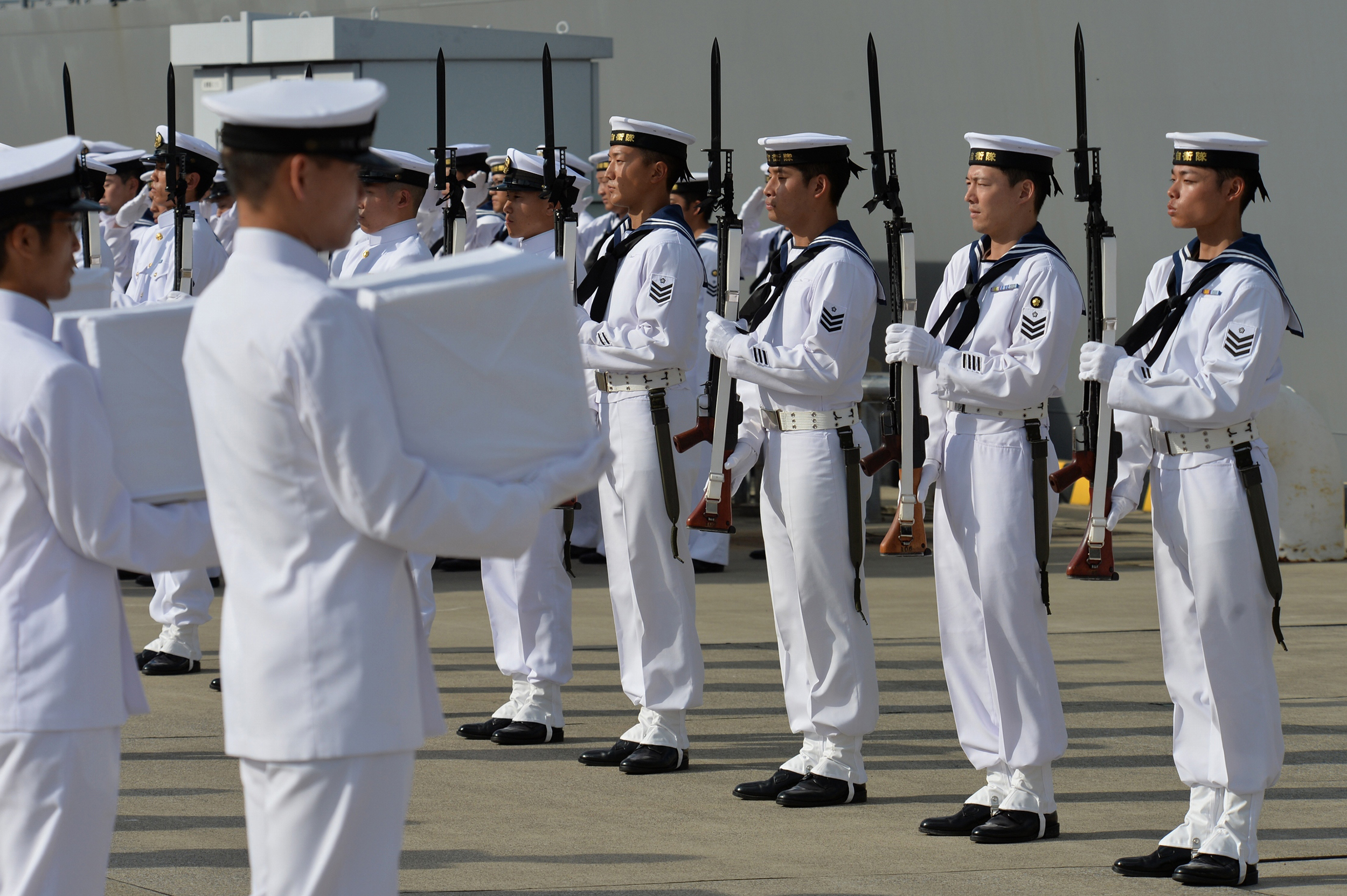
儀じょう隊による、戦没者遺骨への礼式（向かって右側）
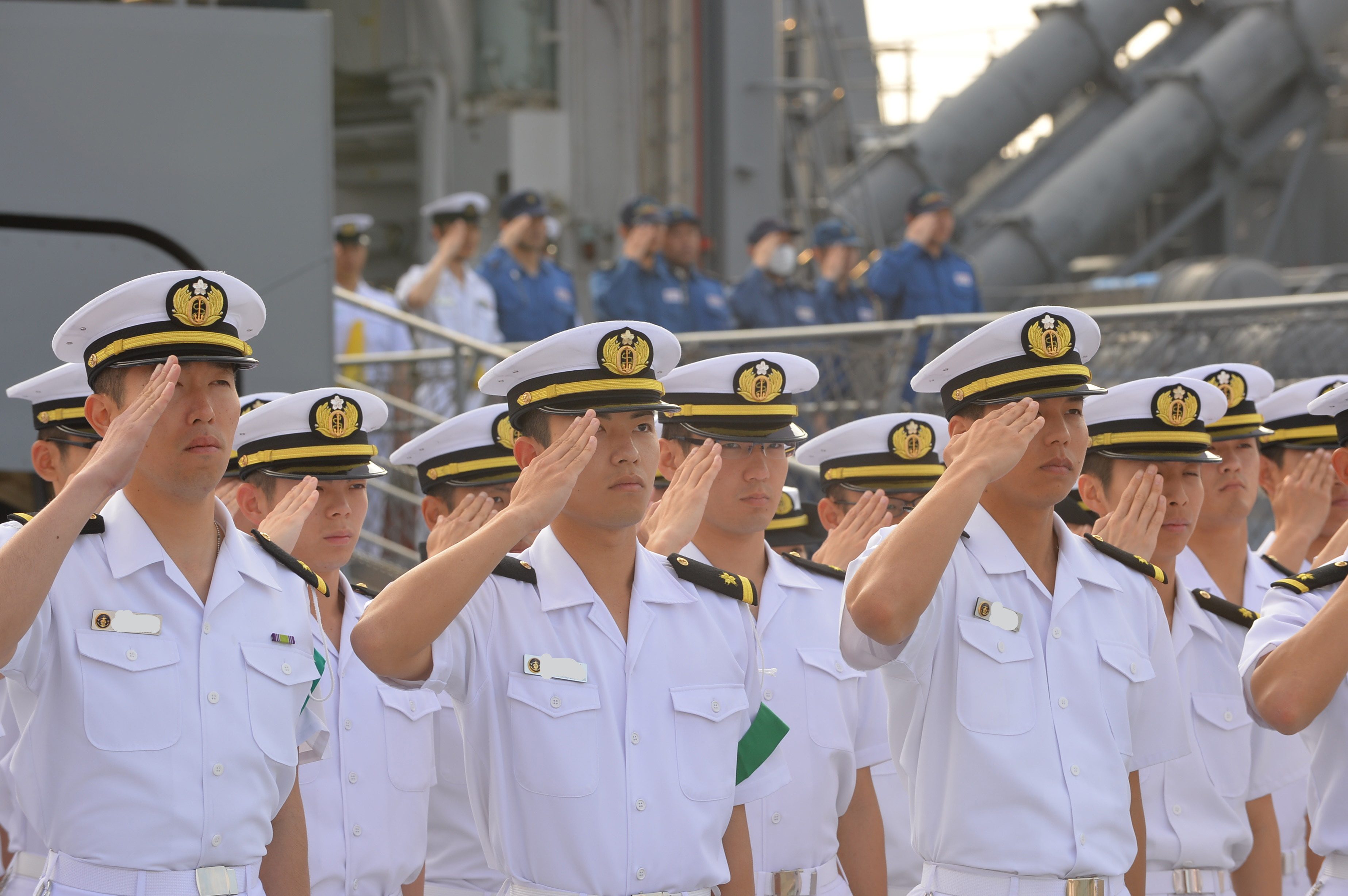
常装第3種夏服を着用した幹部
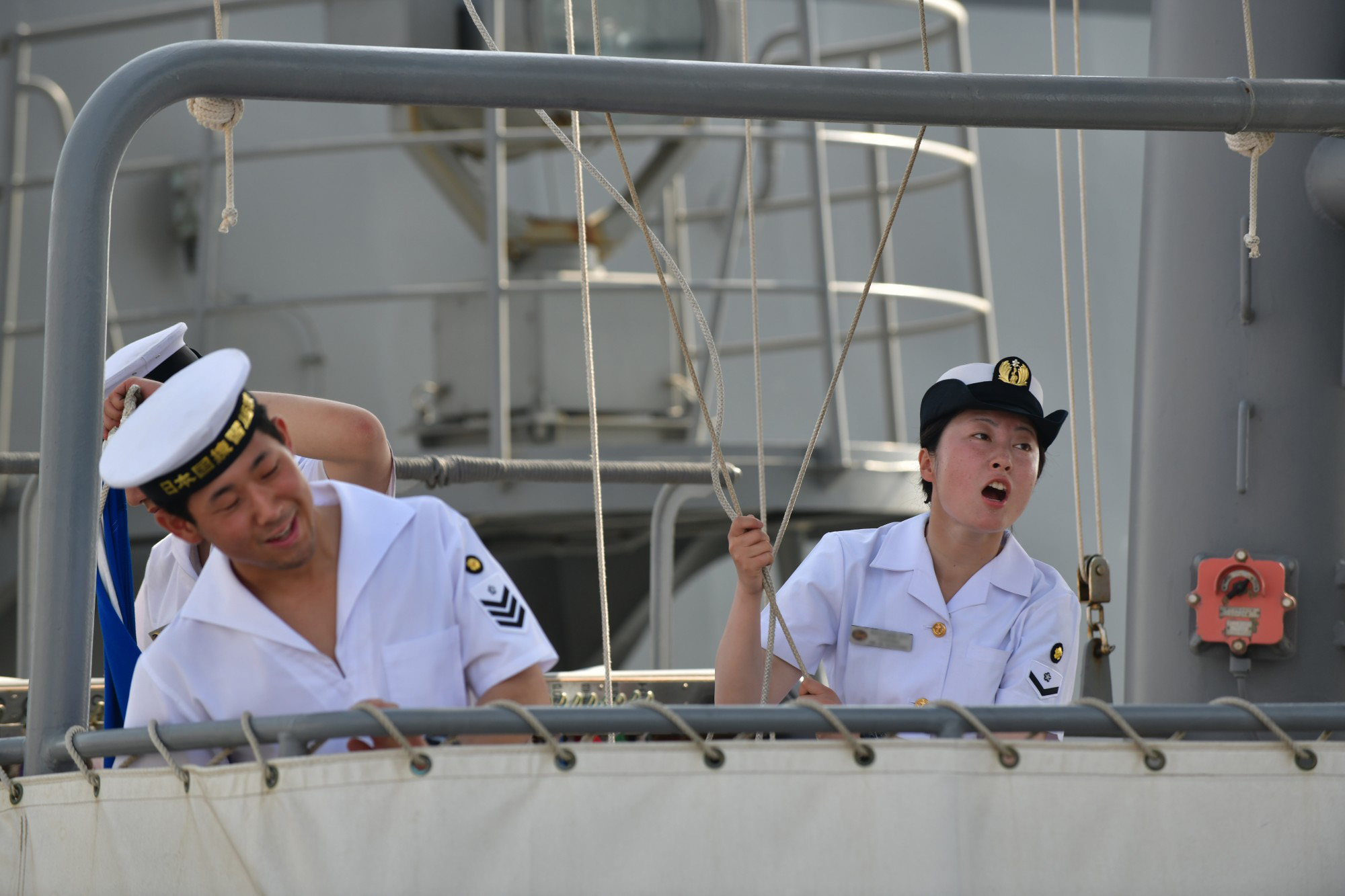
常装第3種夏服を着用した海士右は女性海上自衛官（WAVE）
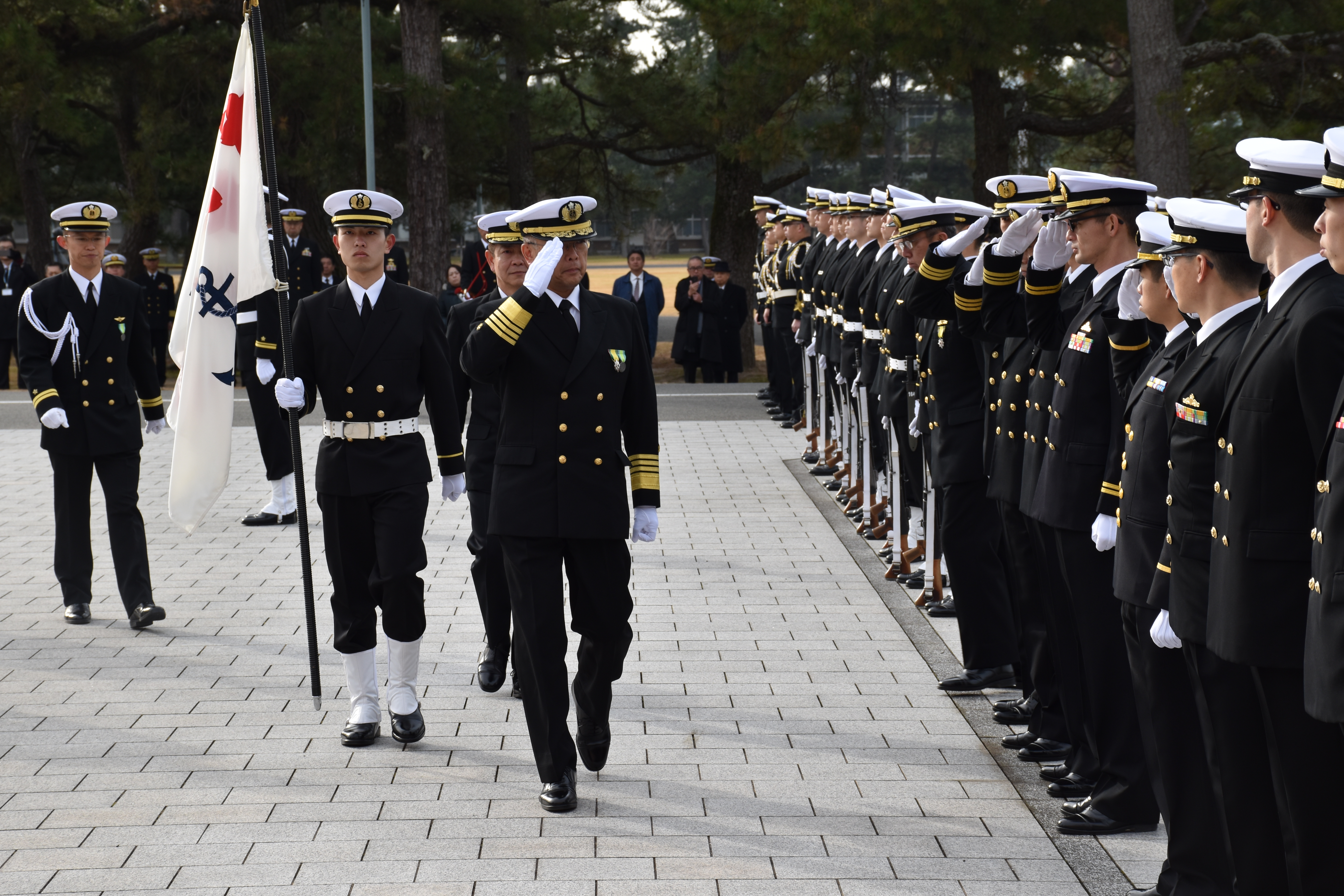
第1種礼装冬服を着用した幹部
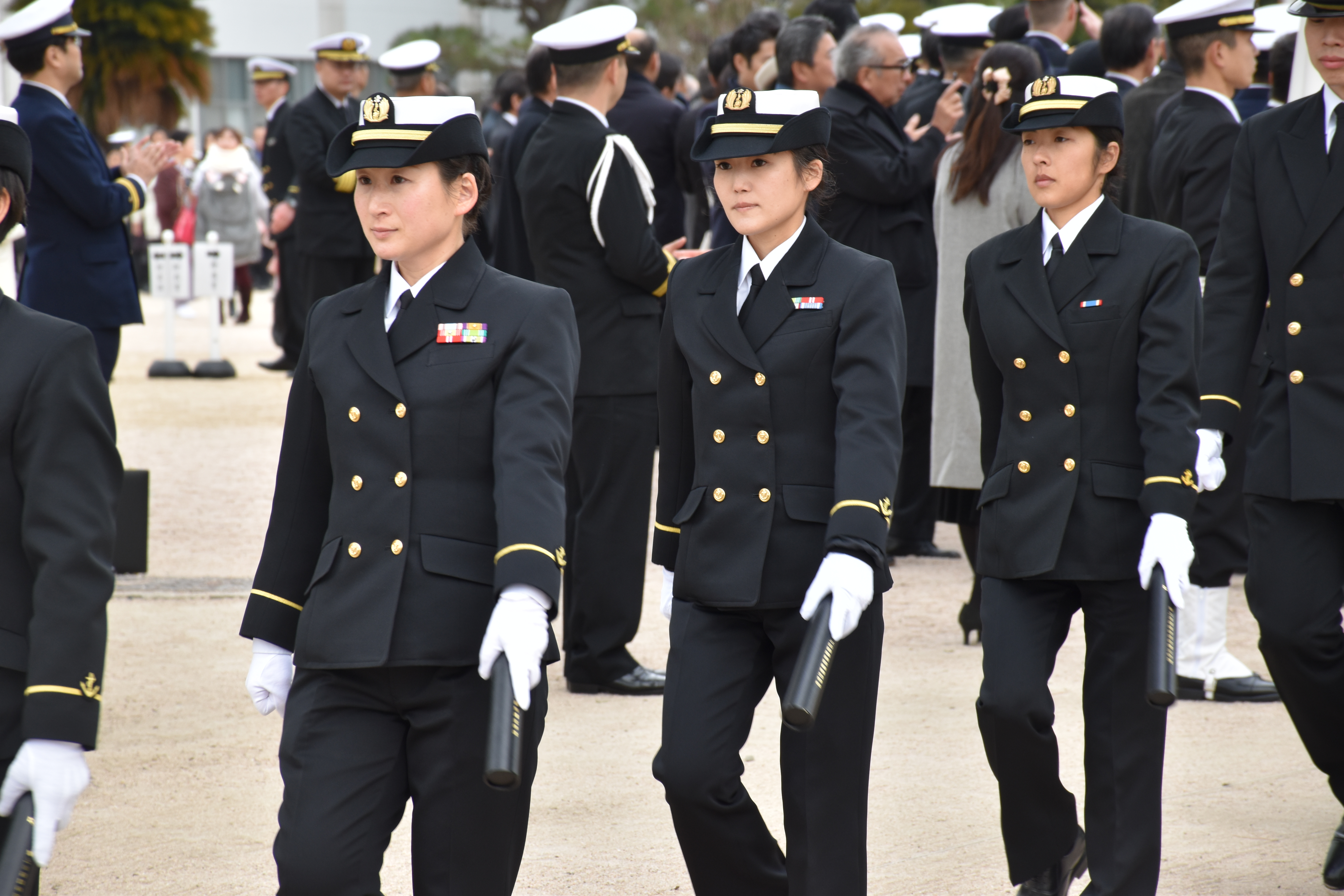
第1種礼装冬服を着用した女性幹部候補生

### 装備

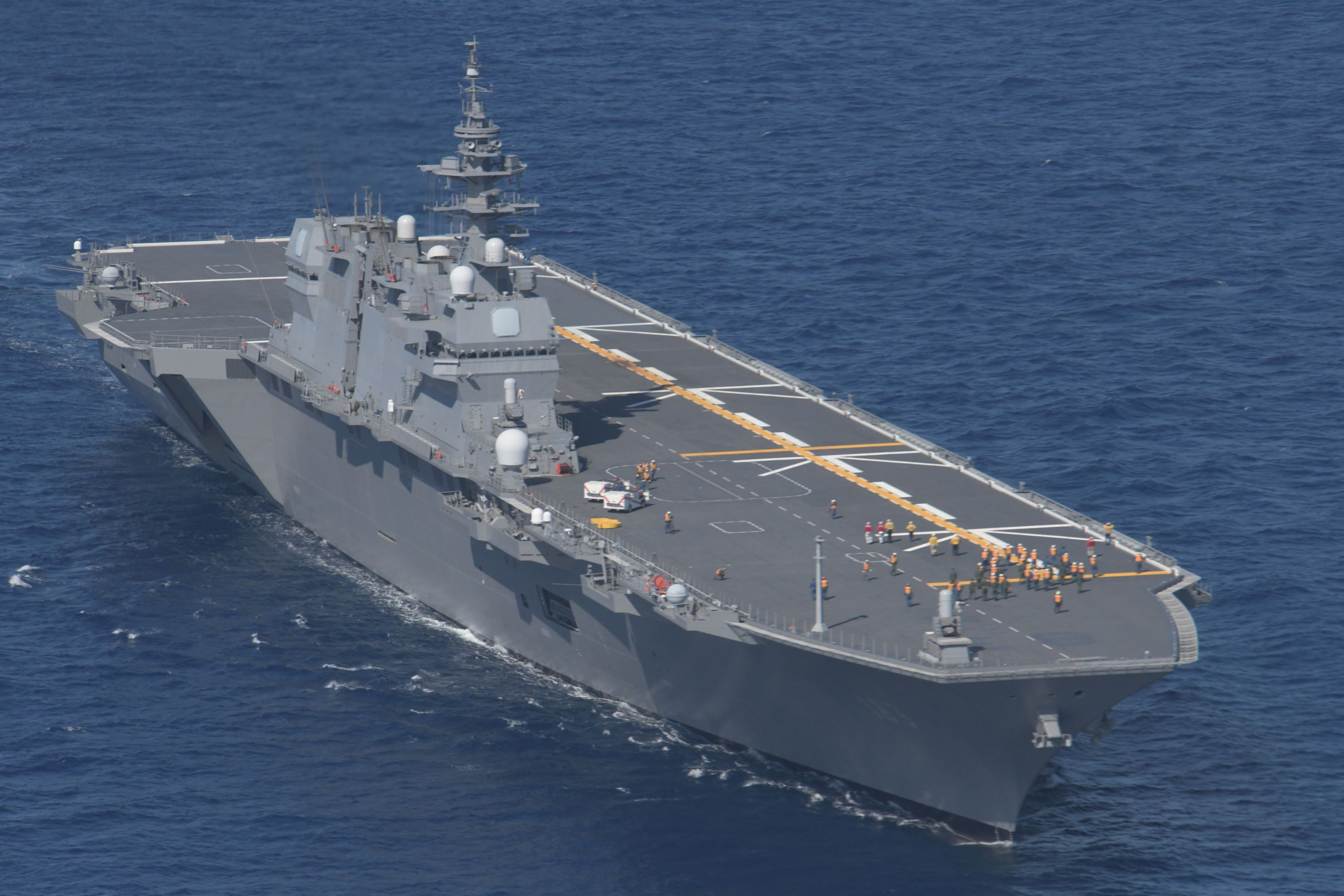
ヘリ搭載型護衛艦「いずも」
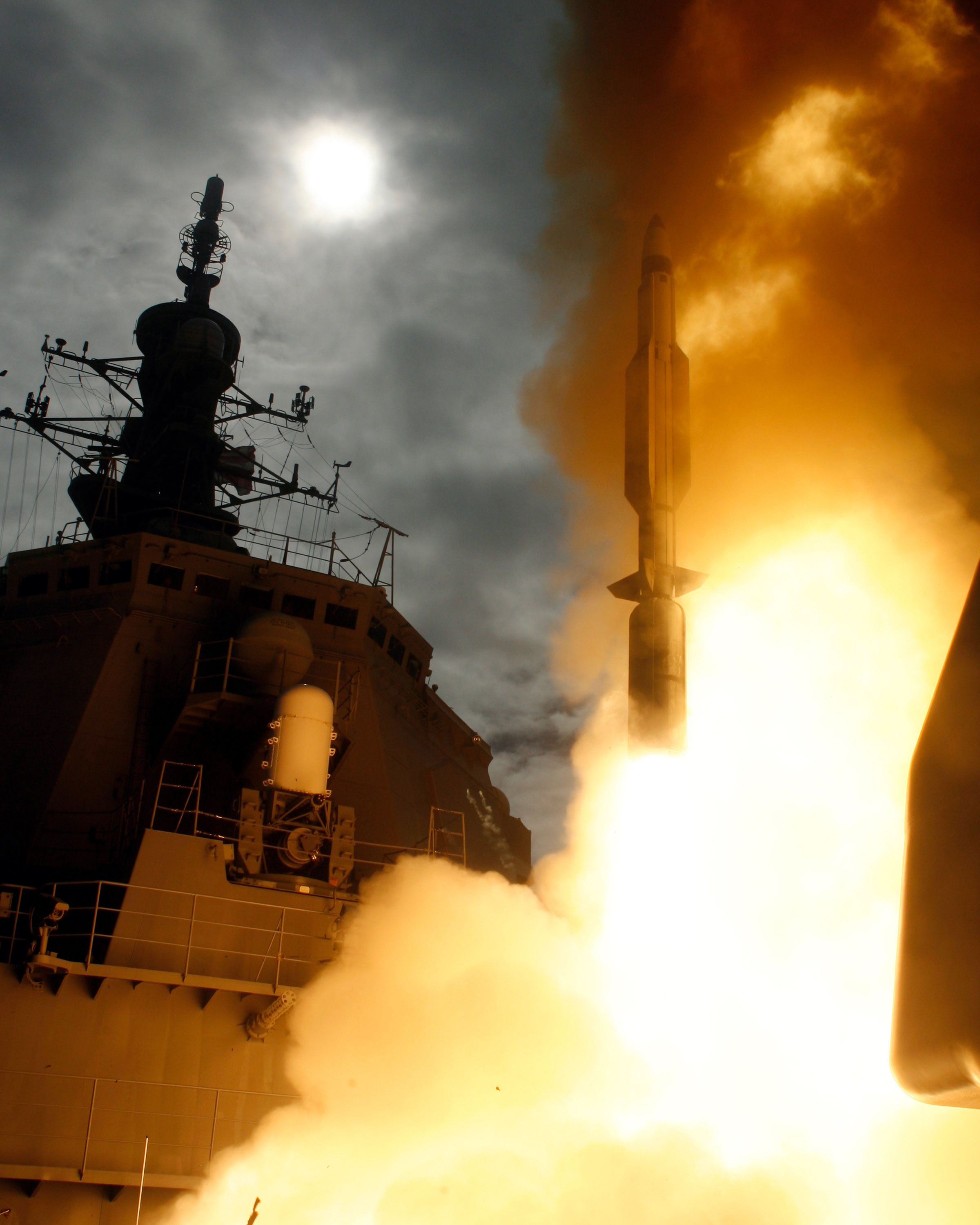
弾道弾迎撃ミサイルSM-3を発射するイージス護衛艦「こんごう」
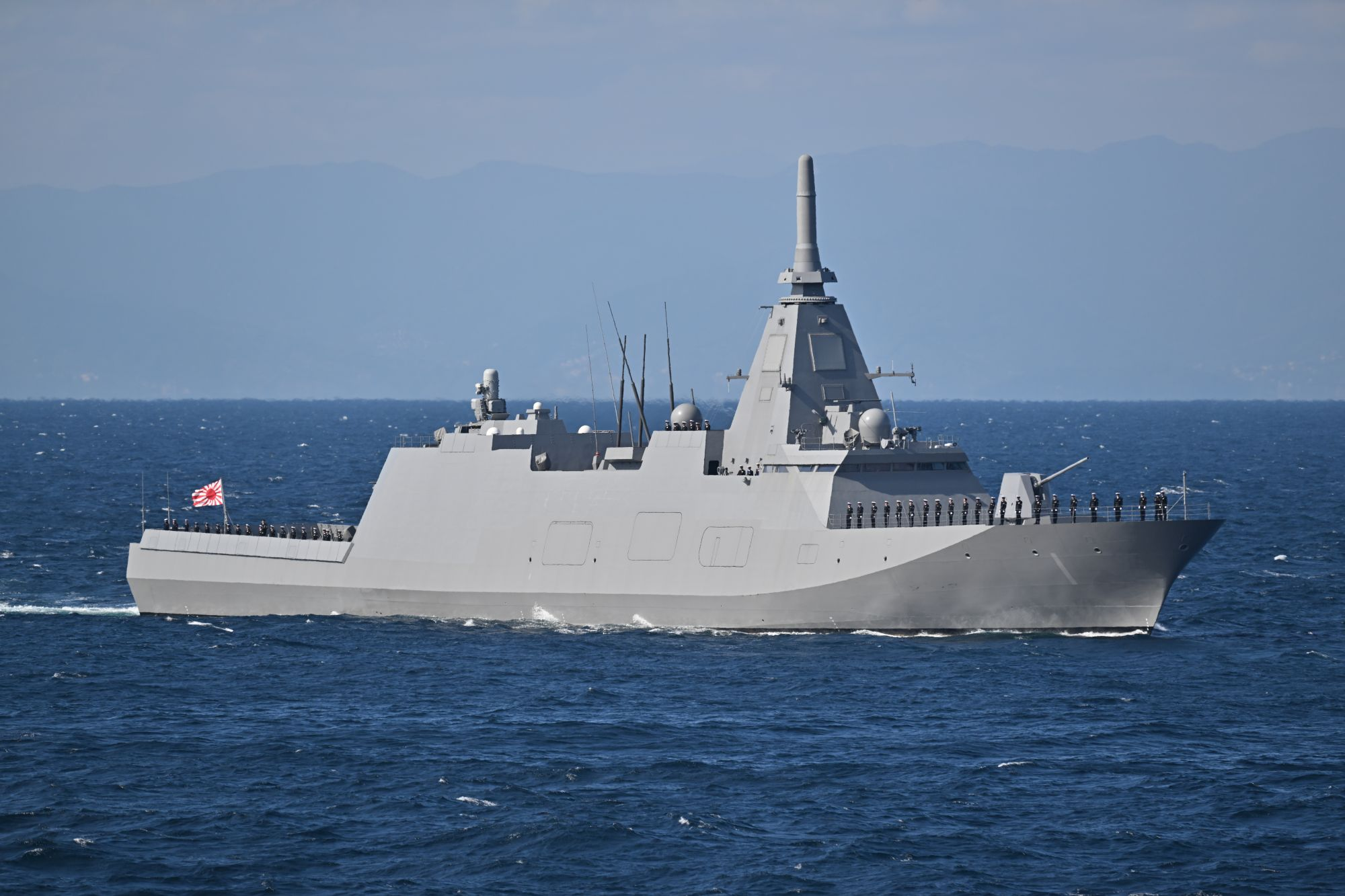
護衛艦「もがみ」
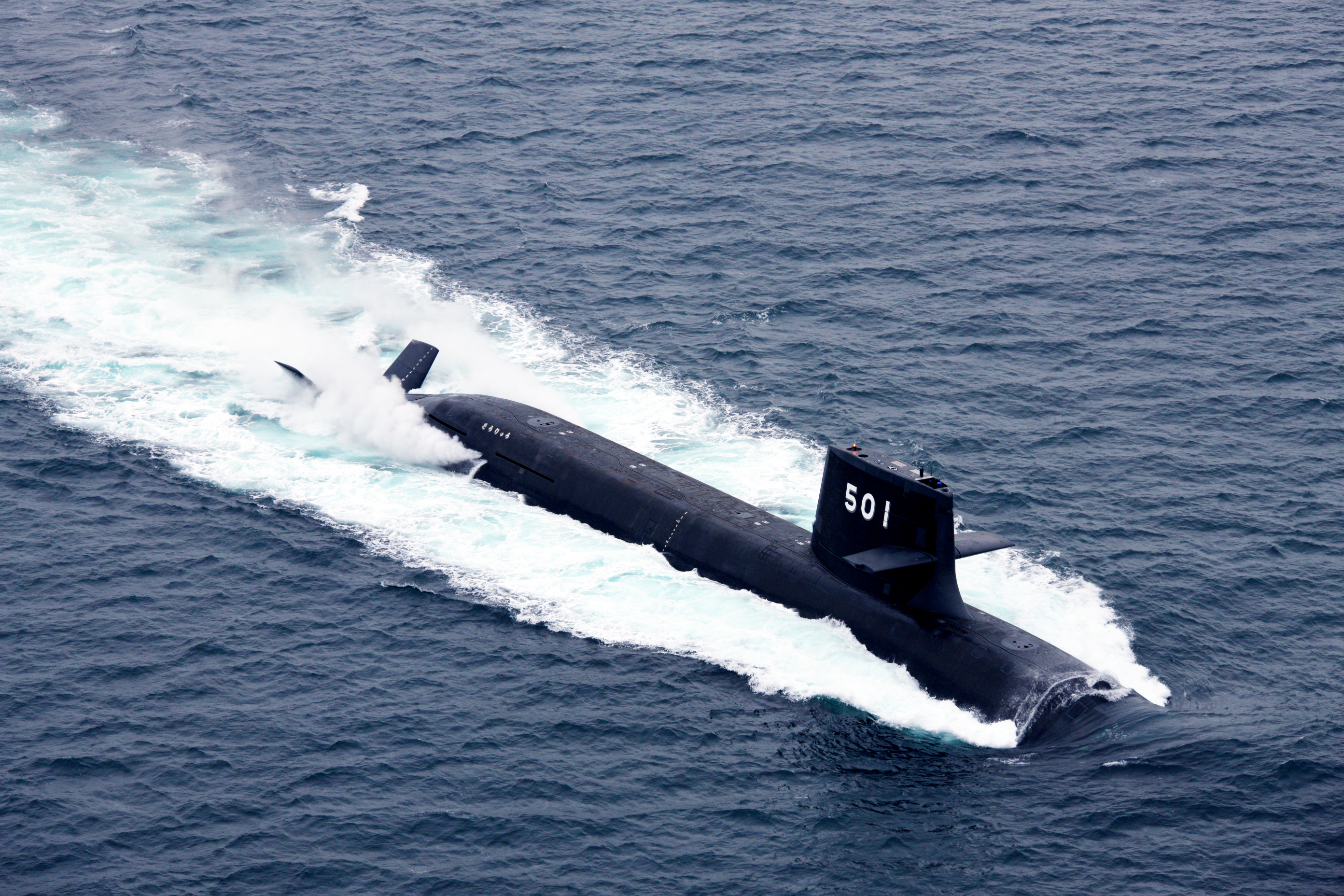
AIP潜水艦「そうりゅう」
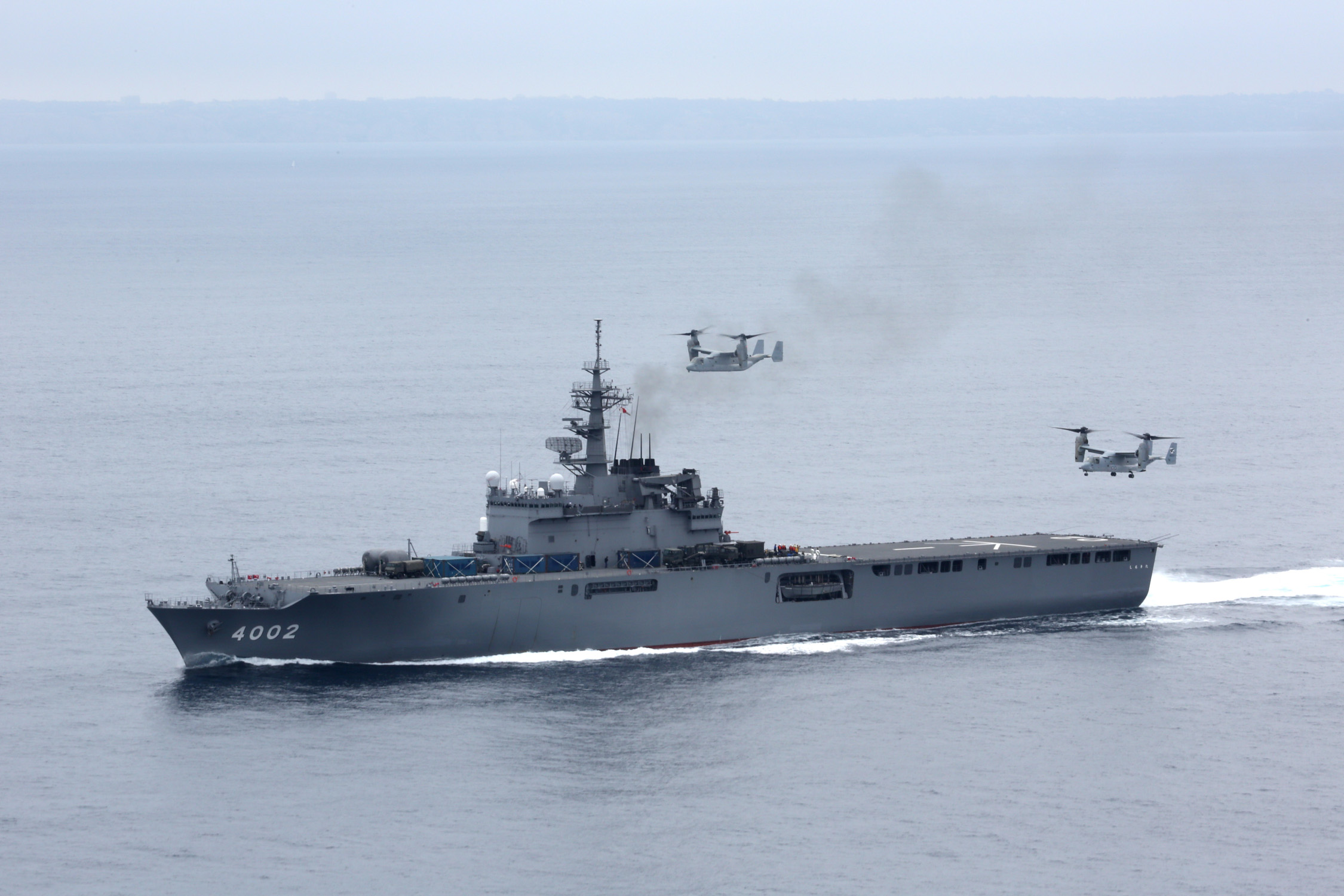
輸送艦「しもきた」と発着艦を試みるV-22 オスプレイ
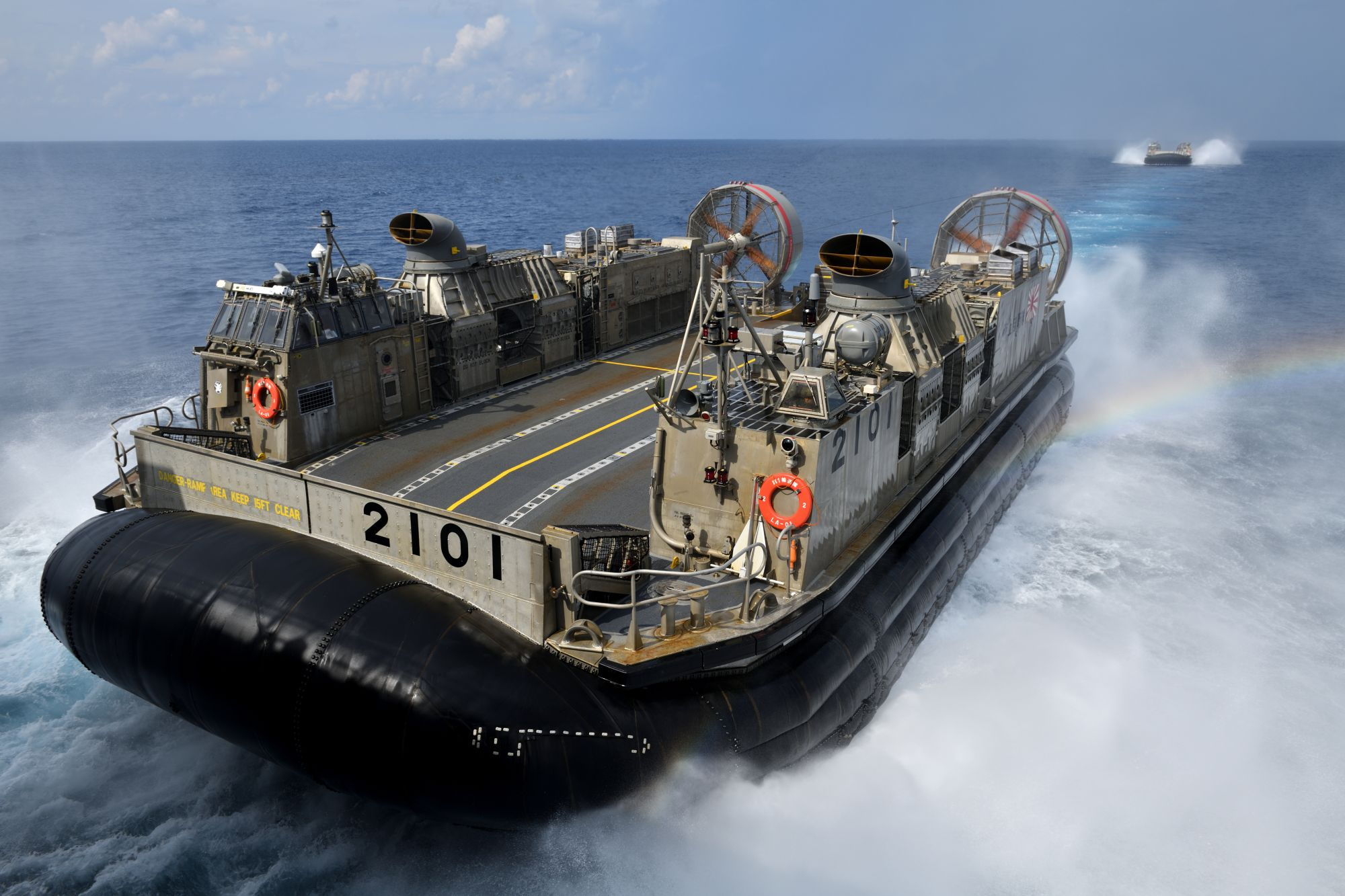
エアクッション艇1号型
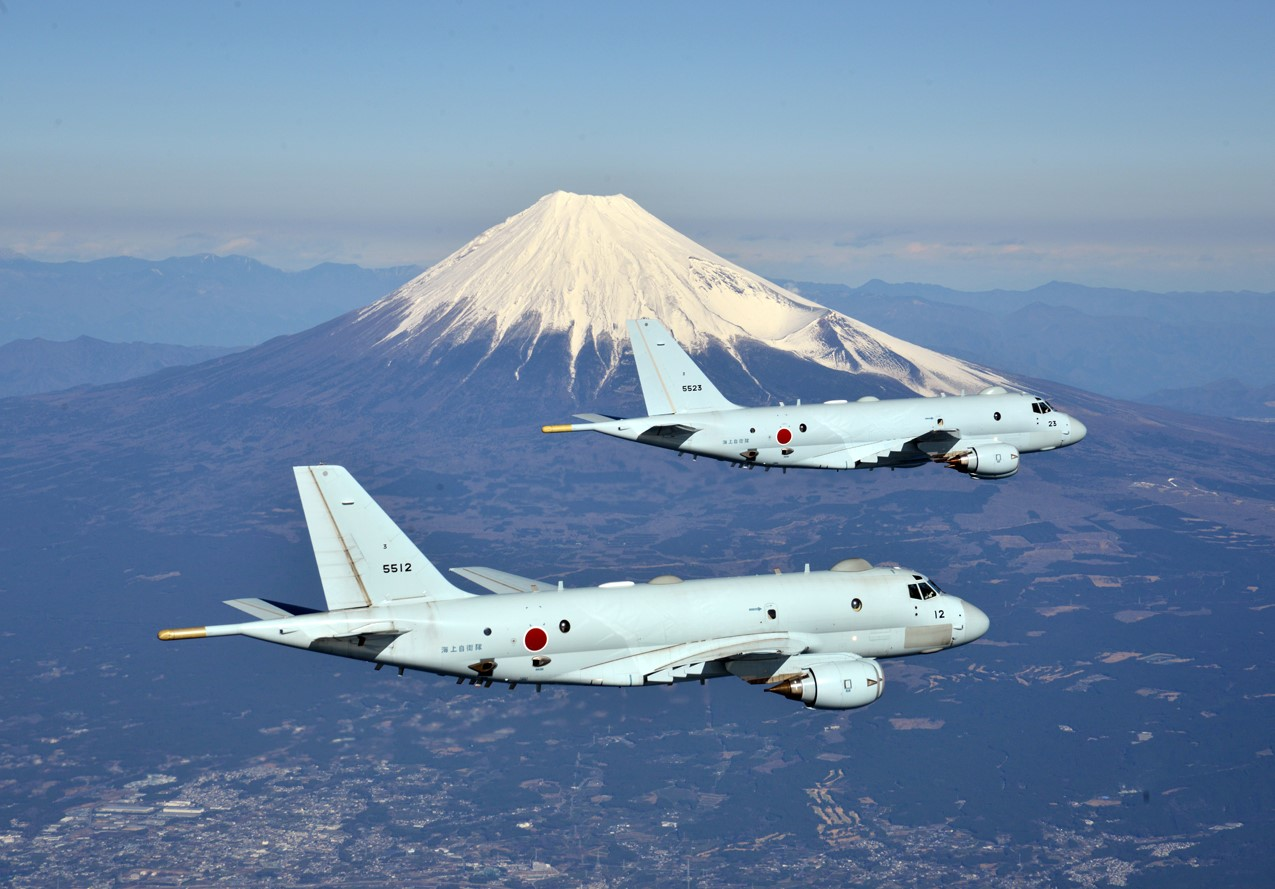
P-1哨戒機
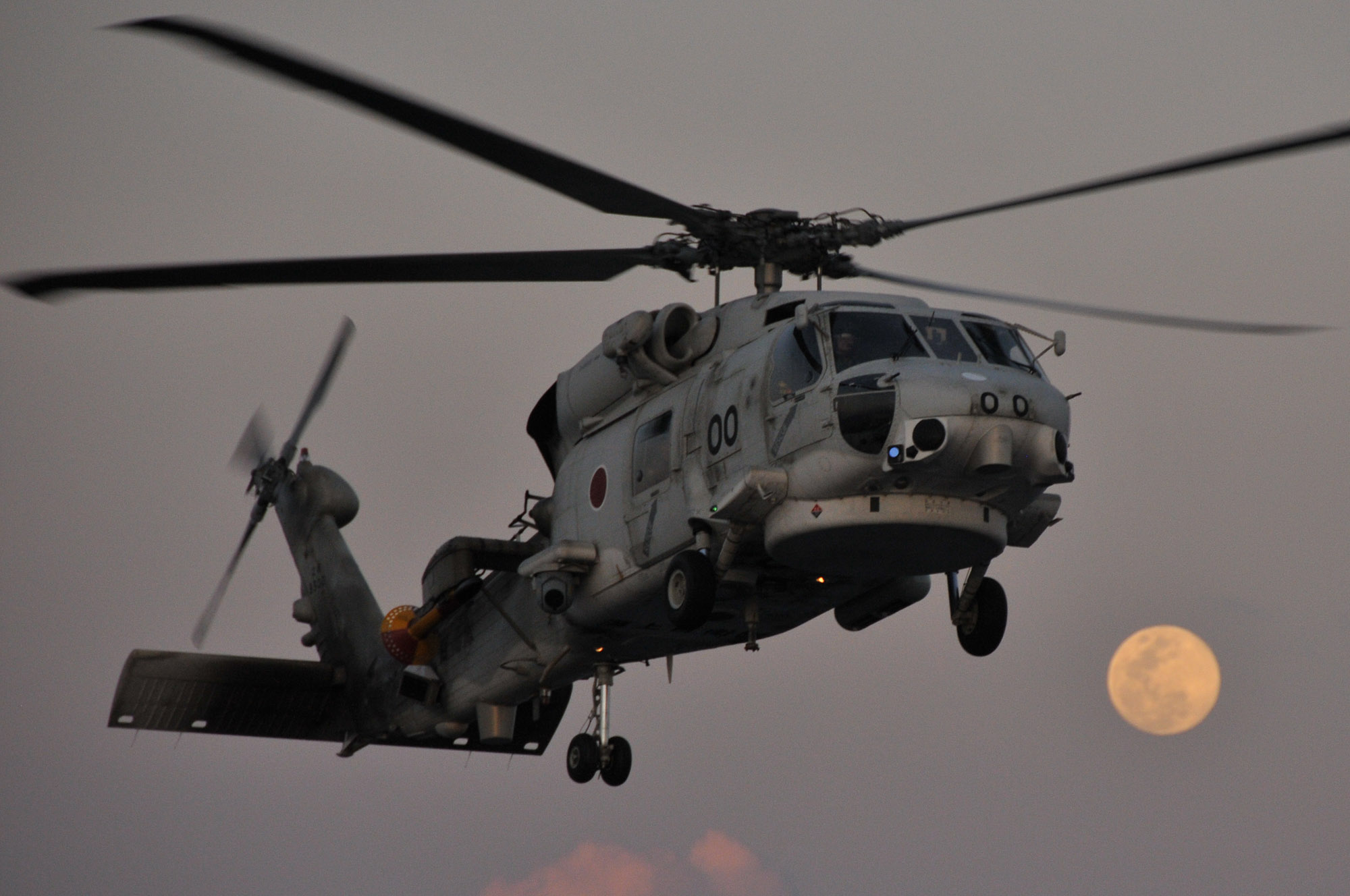
SH-60K哨戒ヘリコプター
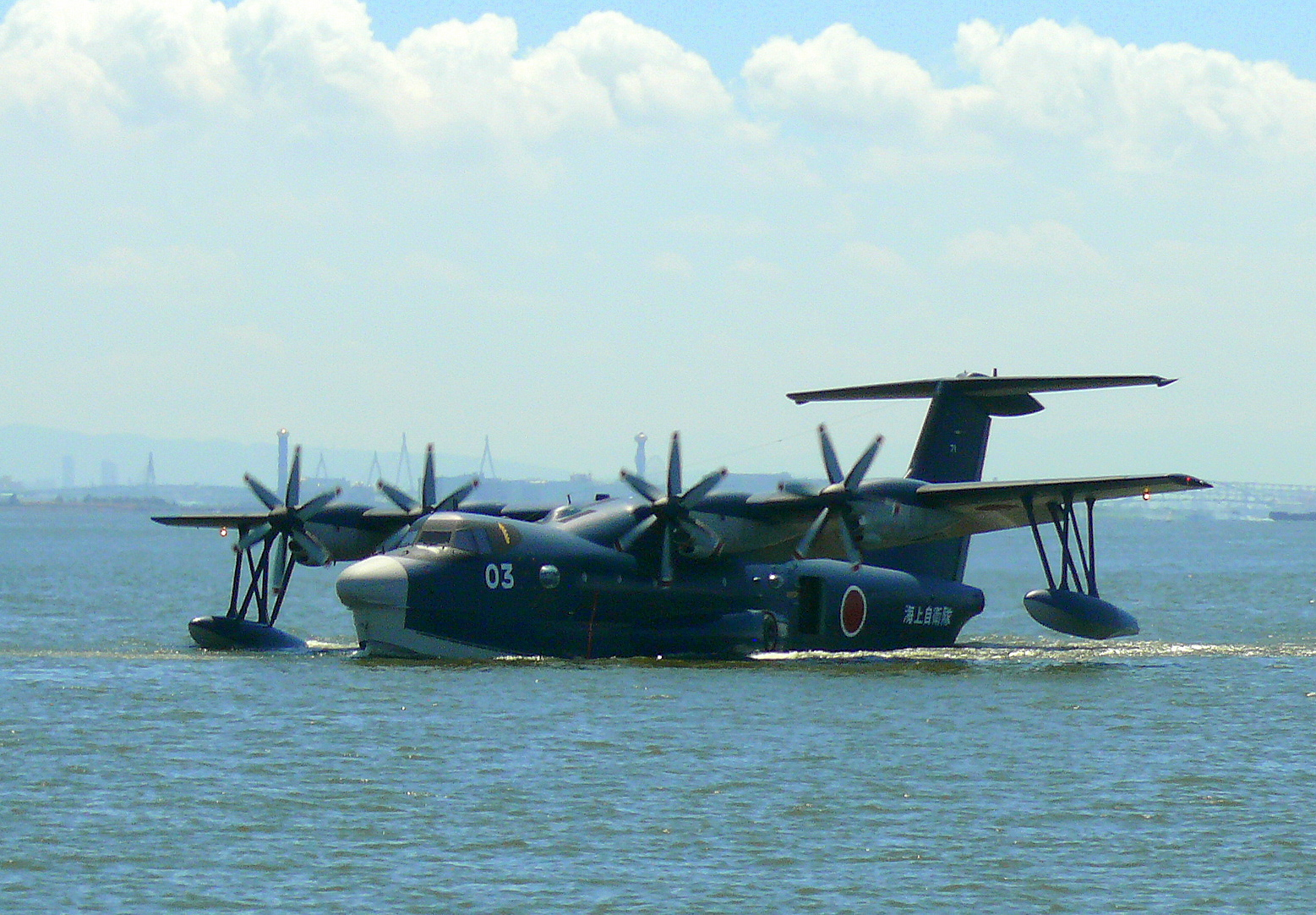
US-2飛行艇